# México en los Juegos Panamericanos de 2019
México es uno de los países que participó en los Juegos Panamericanos de 2019 en la ciudad de Lima, Perú. La delegación mexicana estuvo compuesta por 543 deportistas que compitieron en 42 deportes

## Medallistas
Más información: Medallero de los Juegos Panamericanos 2019
| Día          |    |    |    | Total |
| 27 de julio  | 5  | 3  | 7  | 15    |
| 28 de julio  | 3  | 2  | 2  | 7     |
| 29 de julio  | 4  | 1  | 4  | 9     |
| 30 de julio  | 1  | 2  | 9  | 12    |
| 31 de julio  | 1  | 2  | 2  | 5     |
| 1 de agosto  | 2  | 1  | 2  | 5     |
| 2 de agosto  | 1  | 1  | 2  | 4     |
| 3 de agosto  | 2  | 1  | 2  | 5     |
| 4 de agosto  | 1  | 2  | 4  | 7     |
| 5 de agosto  | 1  | 2  | 2  | 5     |
| 6 de agosto  | 1  | 1  | 1  | 3     |
| 7 de agosto  | 4  | 3  | 3  | 10    |
| 8 de agosto  | 1  | 2  | 5  | 8     |
| 9 de agosto  | 2  | 2  | 7  | 11    |
| 10 de agosto | 7  | 8  | 4  | 19    |
| 11 de agosto | 1  | 2  | 3  | 6     |
| Total        | 37 | 36 | 63 | 136   |

| Medalla           | Nombre | Deporte                | Evento                                    | Fecha                          |
| ----------------- | --- | ---------------------- | ----------------------------------------- | ------------------------------ |
| Medalla de oro    | Mariana Arceo | Pentatlón moderno      | Femenino                                  | Sábado 27 de julio             |
| Medalla de oro    | Paula Fregoso | Taekwondo              | Poomsae Individual Femenino               | Sábado 27 de julio             |
| Medalla de oro    | Daniela Souza | Taekwondo              | Femenino Menos 49kg                       | Sábado 27 de julio             |
| Medalla de oro    | Crisanto Grajales | Triatlón               | Masculino Individual                      | Sábado 27 de julio             |
| Medalla de oro    | Jonathan Muñoz | Levantamiento de pesas | Masculino 67 kg                           | Sábado 27 de julio             |
| Medalla de oro    | Daniela Campuzano | Ciclismo               | Campo a través Femenino                   | Domingo 28 de julio            |
| Medalla de oro    | José Gerardo Ulloa | Ciclismo               | Campo a través Masculino                  | Domingo 28 de julio            |
| Medalla de oro    | Ana Zulema Ibáñez, Leonardo Juárez | Taekwondo              | Poomsae Pares Mixtos                      | Domingo 28 de julio            |
| Medalla de oro    | Beatriz Briones | Canotaje               | Femenino K1 500 m                         | Lunes 29 de julio              |
| Medalla de oro    | Duilio Carrillo, José Melchor Silva | Pentatlón moderno      | Relevos Masculino                         | Lunes 29 de julio              |
| Medalla de oro    | Briseida Acosta | Taekwondo              | Femenino Mas 67kg                         | Lunes 29 de julio              |
| Medalla de oro    | Patricio Font | Esquí Acuático         | Figuras masculino                         | Lunes 29 de julio              |
| Medalla de oro    | Fabián de Luna | Gimnasia               | Anillos Masculino                         | Martes 30 de julio             |
| Medalla de oro    | Isaac Núñez | Gimnasia               | Barras Paralelas Masculino                | Miércoles 31 de julio          |
| Medalla de oro    | Daniela Gaxiola, Jessica Salazar | Ciclismo               | Velocidad por Equipos Femenino            | Jueves 1 de agosto             |
| Medalla de oro    | Juan Celaya | Clavados               | Trampolín 1m Masculino                    | Jueves 1 de agosto             |
| Medalla de oro    | Kevin Berlín Iván García | Clavados               | Sincronizado Trampolín 10 m Masculino     | Viernes 2 de agosto            |
| Medalla de oro    | Yahel Castillo, Juan Celaya | Clavados               | Sincronizado Trampolín 3 m Masculino      | Sábado 3 de agosto             |
| Medalla de oro    | Ana Victoria Galindo, Adriana Haydée Hernández, Mildred Maldonado, Britany Sáinz, Karen Villanueva                                                                     | Gimnasia               | Conjuntos General                         | Sábado 3 de agosto             |
| Medalla de oro    | Ana Victoria Galindo, Adriana Haydée Hernández, Mildred Maldonado, Britany Sáinz, Karen Villanueva                                                                     | Gimnasia               | Conjuntos General                         | Domingo 4 de agosto            |
| Medalla de oro    | Kevin Berlín | Clavados               | Plataforma 10 m Masculino                 | Lunes 5 de agosto              |
| Medalla de oro    | Fernando Martínez | Atletismo              | 5000 m Masculino                          | Martes 6 de agosto             |
| Medalla de oro    | Paola Longoria | Raquetbol              | Individual Femenino                       | Miércoles 7 de agosto          |
| Medalla de oro    | Rodrigo Montoya | Raquetbol              | Individual Masculino                      | Miércoles 7 de agosto          |
| Medalla de oro    | Paola Longoria, Samantha Salas | Raquetbol              | Dobles Femenino                           | Miércoles 7 de agosto          |
| Medalla de oro    | Rodrigo Montoya, Javier Mar | Raquetbol              | Dobles Masculino                          | Miércoles 7 de agosto          |
| Medalla de oro    | José Carlos Villareal | Atletismo              | 1500 m Masculino                          | Jueves 8 de agosto             |
| Medalla de oro    | Alan Armenta, Alexis López | Remo                   | Doble par cortos Peso ligero M            | Viernes 9 de agosto            |
| Medalla de oro    | Laura Galván | Atletismo              | 5000 m Femenino                           | Viernes 9 de agosto            |
| Medalla de oro    | Guadalupe Hernández, Ariana Cepeda | Pelota Vasca           | Frontenis Dobles Femenino                 | Sábado 10 de agosto            |
| Medalla de oro    | Kenia Lechuga | Remo                   | Un par cortos peso ligero F               | Sábado 10 de agosto            |
| Medalla de oro    | Josué López, Luis Molina | Pelota Vasca           | Frontenis Dobles Masculino                | Sábado 10 de agosto            |
| Medalla de oro    | Paola Longoria, Samantha Salas, Montserrat Mejía, Alexandra Herrera | Raquetbol              | Equipos Femenino                          | Sábado 10 de agosto            |
| Medalla de oro    | Arturo Rodríguez | Pelota Vasca           | Pelota de goma Individual Frontón         | Sábado 10 de agosto            |
| Medalla de oro    | Dulce Figueroa, Laura Puentes | Pelota Vasca           | Pelota de goma Dobles Frontón             | Sábado 10 de agosto            |
| Medalla de oro    | David Álvarez | Pelota Vasca           | Mano Individual Frontón Masculino         | Sábado 10 de agosto            |
| Medalla de oro    | Alejandra Valencia | Tiro con Arco          | Arco Recurvo Mujeres Individual           | Domingo 11 de agosto           |
| Medalla de plata  | Iliana Lomelí, Miram Zetter | Bolos                  | Dobles Femenino                           | Sábado 27 de julio             |
| Medalla de plata  | José Luis Santana | Atletismo              | Maratón Masculino                         | Sábado 27 de julio             |
| Medalla de plata  | Brandon Plaza | Taekwondo              | Masculino Menos 58kg                      | Sábado 27 de julio             |
| Medalla de plata  | Karina Alanís, Beatriz Briones, Brenda Galilea Gutiérrez, Maricela Montemayor                                                                                          | Canotaje               | Femenino K4 500 m                         | Domingo 28 de julio            |
| Medalla de plata  | Diana Elisa García, Alfredo Ávila | Squash                 | Dobles Mixtos                             | Domingo 28 de julio            |
| Medalla de plata  | Aremi Fuentes | Levantamiento de pesas | Femenino 76 kg                            | Lunes 29 de julio              |
| Medalla de plata  | Lombardo Ontiveros, Juan Virgen | Voleibol de playa      | Masculino                                 | Martes 30 de julio             |
| Medalla de plata  | Miriam Zetter | Bolos                  | Individual Femenino                       | Martes 30 de julio             |
| Medalla de plata  | Nuria Diosdado, Joanna Jiménez | Natación artística     | Dueto                                     | Miércoles 31 de agosto         |
| Medalla de plata  | Regina Alférez, Teresa Ixchel Alonso, Nuria Diosdado, Joanna Jiménez, Luisa Samanta Rodríguez, Jessica Sobrino, Ana Karen Soto, Pamela Nuzhet Toscano, Amaya Velázquez | Natación artística     | Equipo                                    | Miércoles 31 de julio          |
| Medalla de plata  | Ignacio Prado | Ciclismo               | Omnium Masculino                          | Jueves 1 de agosto             |
| Medalla de plata  | Edson Ramírez | tiro                   | 10 m Rifle de Aire Hombres                | Viernes 2 de agosto            |
| Medalla de plata  | Lizbeth Salazar | Ciclismo               | Omnium Femenino                           | Sábado 3 de agosto             |
| Medalla de plata  | Juan Celaya | Clavados               | Trampolín 3 m Masculino                   | Domingo 4 de agosto            |
| Medalla de plata  | Gabriela Agúndez, Alejandra Orozco | Clavados               | Sincronizado Plataforma 10 m Femenino     | Domingo 4 de agosto            |
| Medalla de plata  | Karen Villanueva, Ana Galindo, Mildred Maldonado, Adriana Hernández, Britany Sáinz                                                                                     | Gimnasia artística     | Conjunto (3 aros y 2 pares de mazas)      | Lunes 5 de agosto              |
| Medalla de plata  | Dolores Hernández | Clavados               | Trampolín 3 m Femenino                    | Lunes 5 de agosto              |
| Medalla de plata  | Iván García | Clavados               | Plataforma 10 m Masculino                 | Lunes 5 de agosto              |
| Medalla de plata  | Risper Biyaki | Atletismo              | 10000m Femenino                           | Martes 6 de agosto             |
| Medalla de plata  | Álvaro Beltrán | Raquetbol              | Individual Masculino                      | Miércoles 7 de agosto          |
| Medalla de plata  | Enrique González, Lorenza O'Farril, Eugenio Garza, Patricio Pasquel | Ecuestre               | Salto por Equipo                          | Miércoles 7 de agosto          |
| Medalla de plata  | Alfonso Leyva | Lucha                  | Hombres Grecorromana 87 kg                | Miércoles 7 de agosto          |
| Medalla de plata  | Paola Morán | Atletismo              | 400m Femenino                             | Jueves 8 de agosto             |
| Medalla de plata  | Luz Olvera | Judo                   | Femenino -52 kg                           | Jueves 8 de agosto             |
| Medalla de plata  | Cinthia De La Rue, Pamela Contreras, Victoria Cruz | Karate                 | Femenino Equipos Kata Masculino           | Viernes 9 de agosto            |
| Medalla de plata  | Waldo Ramírez, Diego Rosales, Jesús Rodríguez | Karate                 | Masculino Equipos Kata Masculino          | Viernes 9 de agosto            |
| Medalla de plata  | Rafael Mejía, Angy Canul, Marco Velázquez, Alexis López | Remo                   | 4 remos peso ligero masculino             | Sábado 10 de agosto            |
| Medalla de plata  | Juan Carlos Cabrera | Remo                   | Un par de remos cortos M                  | Sábado 10 de agosto            |
| Medalla de plata  | Jorge Luis Martínez | Patinaje de velocidad  | 500 m + Distancia Masculino               | Sábado 10 de agosto            |
| Medalla de plata  | Andrea Becerra | Tirco con arco         | Arco Compuesto Mujeres Individual         | Sábado 10 de agosto            |
| Medalla de plata  | Ignacio Prado | Ciclismo de ruta       | Ruta varonil                              | Sábado 10 de agosto            |
| Medalla de plata  | Alicia Hernández | Karate                 | Femenino Hasta 50kg                       | Sábado 10 de agosto            |
| Medalla de plata  | Daniel García, Isaac Pérez | Pelota Vasca           | Pelota de goma Dobles Trinquete Masculino | Sábado 10 de agosto            |
| Medalla de plata  | Xyomara Valdivia | Fisiculturista         | Fitness Femenino                          | Sábado 10 de agosto            |
| Medalla de plata  | Aída Román, Mariana Avitia, Alejandra Valencia | Tiro con arco          | Arco Recurvo Mujeres Equipo               | Domingo 11 de agosto           |
| Medalla de plata  | Horacio Nava | Atletismo              | 50 km Marcha Masculino                    | Domingo 11 de agosto           |
| Medalla de bronce | Marco Arroyo | Taekwondo              | Poomsae Individual Masculino              | Sábado 27 de julio 27 de julio |
| Medalla de bronce | Juan Joel Pacheco | Atletismo              | Maratón Masculino                         | Sábado 27 de julio             |
| Medalla de bronce | Rigoberto Camilo, Guillermo Quirino | Canotaje               | Masculino C2 1000 m                       | Sábado 27 de julio             |
| Medalla de bronce | César Salazar | Squash                 | Individual Masculino                      | Sábado 27 de julio             |
| Medalla de bronce | Arturo Salazar, César Salazar | Squash                 | Dobles Masculinos                         | Sábado 27 de julio             |
| Medalla de bronce | Cecilia Pérez | Triatlón               | Femenino Individual                       | Sábado 27 de julio             |
| Medalla de bronce | Antonio Vázquez | Levantamiento de pesas | Masculino 61 kg                           | Sábado 27 de julio             |
| Medalla de bronce | Mauricio Alejandro Figueroa, Osbaldo Fuentes, Javier López, Juan Pablo Rodríguez                                                                                       | Canotaje               | Masculino K4 500 m                        | Domingo 28 de julio            |
| Medalla de bronce | Ana Gabriela López | Levantamiento de pesas | Femenino 55 kg                            | Domingo 28 de julio            |
| Medalla de bronce | Mauricio Figueroa, Osbaldo Fuentes | Canotaje               | Masculino K2 1000 m                       | Lunes 29 de julio              |
| Medalla de bronce | Alejandra Ramírez | Tiro                   | Fosa Mujeres                              | Lunes 29 de julio              |
| Medalla de bronce | Carlos Sansores | Taekwondo              | Masculino Mas 80kg                        | Lunes 29 de julio              |
| Medalla de bronce | Carlos Lamadrid | esquí acuático         | Eslalon masculino                         | Lunes 29 de julio              |
| Medalla de bronce | Cecila Pérez, Claudia Rivas, Crisanto Grajales, Irving Pérez | triatlón               | Relevo Mixto Equipos                      | Lunes 29 de julio              |
| Medalla de bronce | Iliana Lomeli | Bolos                  | Individual Femenino                       | Martes 30 de julio             |
| Medalla de bronce | Rogelio Romero | Boxeo                  | 81kg-Semipesado Masculino                 | Martes 30 de julio             |
| Medalla de bronce | Brianda Cruz | Boxeo                  | 69kg Femenino                             | Martes 30 de julio             |
| Medalla de bronce | Esmeralda Falcón | Boxeo                  | 60kg Femenino                             | Martes 30 de julio             |
| Medalla de bronce | Beatriz Briones, Karina Alanis | Canotaje               | Femenino K2 500 m                         | Martes 30 de julio             |
| Medalla de bronce | Beatriz Briones | Canotaje               | Femenino K1 200 m                         | Martes 30 de julio             |
| Medalla de bronce | José Luis Sánchez | Tiro                   | 50 m Rifle 3 Posiciones Hombres           | Martes 30 de julio             |
| Medalla de bronce | Patricio González | esquí acuático         | Wakeboard masculino                       | Martes 30 de julio             |
| Medalla de bronce | Raúl Manríquez | Levantamiento de pesas | Masculino +109 kg                         | Martes 30 de julio             |
| Medalla de bronce | Arturo Salazar, César Salazar, Alfredo Ávila | Squash                 | Equipos Masculino                         | Miércoles 31 de julio          |
| Medalla de bronce | Samantha Terán, Diana Elisa García, Dina Anguiano | Squash                 | Equipos Femenino                          | Miércoles 31 de julio          |
| Medalla de bronce | Paola Espinosa, Dolores Hernández | Clavados               | Sincronizado Trampolín 3 m Femenino       | Jueves 1 de agosto             |
| Medalla de bronce | Equipo nacional masculino de softbol | Softbol                | Masculino                                 | Jueves 1 de agosto             |
| Medalla de bronce | Yuli Verdugo | Ciclismo               | Keirin Femenino                           | Viernes 2 de agosto            |
| Medalla de bronce | Paola Espinosa | Clavados               | Trampolín 1m Femenino                     | Viernes 2 de agosto            |
| Medalla de bronce | Gabriela Martínez, Edson Ramírez | Tiro                   | 10 m Rifle de Aire Equipo Mixto           | Sábado 3 de agosto             |
| Medalla de bronce | Alejandra Orozco | Clavados               | Plataforma 10 m Femenino                  | Sábado 3 de agosto             |
| Medalla de bronce | Sofía Reinoso | Canotaje               | Kayak (K1) femenino                       | Domingo 4 de agosto            |
| Medalla de bronce | Sofía Reinoso | Canotaje               | Eslalon Extremo Femenino (K1)             | Domingo 4 de agosto            |
| Medalla de bronce | Daniela Gaxiola | Ciclismo               | Velocidad Femenino                        | Domingo 4 de agosto            |
| Medalla de bronce | Jessica Bonilla, Lizbeth Salazar | Ciclismo               | Madison Femenino                          | Domingo 4 de agosto            |
| Medalla de bronce | Karla Díaz | Gimnasia rítmica       | Cinta                                     | Lunes 5 de agosto              |
| Medalla de bronce | Dafne Navarro | Gimnasia de trampolín  | Individual Femenino                       | Lunes 5 de agosto              |
| Medalla de bronce | Gabriel Castaño, Daniel Ramírez, Jorge Iga, Long Gutiérrez | Natación               | 4 × 100 m Relevo Libre Masculino          | Martes 6 de agosto             |
| Medalla de bronce | Manuel López | Lucha                  | Hombres Grecorromana 67 kg                | Miércoles 7 de agosto          |
| Medalla de bronce | Uziel Muñoz | Atletismo              | Lanzamiento de Bala                       | Miércoles 7 de agosto          |
| Medalla de bronce | Daniel Ramírez, Jorge Iga, Monika González, María José Mata | Natación               | 4 × 100 m Relevo Libre Mixto              | Miércoles 7 de agosto          |
| Medalla de bronce | Fernanda Ceballos, Maite Arrillaga | Remo                   | Dos remos largos                          | Jueves 8 de agosto             |
| Medalla de bronce | Edna Carrillo | Judo                   | Femenino -48 kg                           | Jueves 8 de agosto             |
| Medalla de bronce | Nataly Michel, Dennise Hernández, Melissa Rebolledo | Esgrima                | Mujeres Florete en equipo                 | Jueves 8 de agosto             |
| Medalla de bronce | Miguel De Lara | Natación               | 200 m Pecho Masculino                     | Jueves 8 de agosto             |
| Medalla de bronce | Ricardo Vargas | Natación               | 800 m Libre Masculino                     | Jueves 8 de agosto             |
| Medalla de bronce | Jorge Luis Martínez | Patinaje de Velocidad  | 300m Contrarreloj Masculino               | Viernes 9 de agosto            |
| Medalla de bronce | Miguel Urrutia, Rodrigo Ledesma | Pelota Vasca           | Pelota de cuero Dobles Frontón Masculino  | Viernes 9 de agosto            |
| Medalla de bronce | Isaac Pérez | Pelota Vasca           | Pelota de cuero Dobles Frontón Individual | Viernes 9 de agosto            |
| Medalla de bronce | Ámbar Garnica | Lucha                  | Estilo libre femenino 68 kg               | Viernes 9 de agosto            |
| Medalla de bronce | Paulina Castillo, Rosa Flores | Pelota Vasca           | Pelota de goma Dobles Trinquete Femenino  | Viernes 9 de agosto            |
| Medalla de bronce | Roberto Vilches | Atletismo              | Altura Masculino                          | Viernes 9 de agosto            |
| Medalla de bronce | Jorge Iga, Yuan Gutiérrez, José Martínez, Ricardo Vargas | Natación               | 4 × 200 m Relevo Libre Masculino          | Viernes 9 de agosto            |
| Medalla de bronce | Verónica Elías | Patinaje de velocidad  | 500 m + Distancia Femenino                | Sábado 10 de agosto            |
| Medalla de bronce | Lizbeth Salazar | Ciclismo de ruta       | Ruta femenil                              | Sábado 10 de agosto            |
| Medalla de bronce | Equipo nacional varonil de fútbol | Fútbol                 | Masculino                                 | Sábado 10 de agosto            |
| Medalla de bronce | Ricardo Vargas | Natación               | 1500 m Libre Masculino                    | Sábado 10 de agosto            |
| Medalla de bronce | Ángel Alvarado, Alejandra Valencia | Tiro con arco          | Arco Recurvo Mixto                        | Domingo 11 de agosto           |

## Competidores
La siguiente es la lista de la cantidad de competidores (por género) que participan en los juegos por deporte / disciplina. [4]
| Deporte                | Hombres | Mujer | Total |
| ---------------------- | ------- | ----- | ----- |
| Atletismo              | 20      | 11    | 31    |
| Bádminton              | 3       | 3     | 6     |
| Baloncesto             | 12      | 0     | 12    |
| Balonmano              | 14      | 0     | 14    |
| Bolos                  | 2       | 2     | 4     |
| Boxeo                  | 3       | 3     | 6     |
| Ciclismo               | 14      | 9     | 23    |
| Clavados               | 4       | 4     | 8     |
| Patinaje               | 3       | 2     | 5     |
| Ecuestre               | 12      | 3     | 15    |
| Esgrima                | 7       | 9     | 16    |
| Esquí acuático         | 4       | 2     | 6     |
| Fisicoculturismo       | 1       | 1     | 2     |
| Fútbol                 | 18      | 18    | 36    |
| Gimnasia               | 7       | 13    | 20    |
| Golf                   | 2       | 2     | 4     |
| Hockey sobre hierba    | 16      | 16    | 32    |
| Judo                   | 5       | 7     | 12    |
| Kárate                 | 5       | 7     | 12    |
| Levantamiento de Pesas | 4       | 4     | 8     |
| Lucha                  | 6       | 3     | 9     |
| Natación               | 13      | 13    | 26    |
| Natación Artística     | 0       | 9     | 9     |
| Pelota Vasca           | 8       | 6     | 14    |
| Pentatlón Moderno      | 3       | 3     | 6     |
| Piragüismo             | 11      | 9     | 20    |
| Raquetbol              | 3       | 4     | 7     |
| Remo                   | 15      | 5     | 20    |
| Rugby 7's              | 0       | 12    | 12    |
| Sofbol                 | 15      | 15    | 30    |
| Squash                 | 3       | 3     | 6     |
| Surf                   | 2       | 3     | 5     |
| Taekwondo              | 6       | 7     | 13    |
| Tenis                  | 3       | 3     | 6     |
| Tenis de Mesa          | 3       | 3     | 6     |
| Tiro Con Arco          | 4       | 4     | 8     |
| Tiro Deportivo         | 11      | 11    | 22    |
| Triatlón               | 3       | 3     | 6     |
| Vela                   | 6       | 2     | 8     |
| Voleibol               | 12      | 0     | 12    |
| Voleibol de Playa      | 2       | 2     | 4     |
| Waterpolo              | 11      | 11    | 22    |
| Total                  | 296     | 247   | 543   |

## Atletismo
Hombres
Eventos de pista
| Atleta                   | Evento      | Heats | Heats | Semifinales | Semifinales | Final    | Final |
| Atleta                   | Evento      | Hora  | Rank  | Hora        | Rank        | Hora     | Rank  |
| ------------------------ | ----------- | ----- | ----- | ----------- | ----------- | -------- | ----- |
| Jesús Tonatiuh López     | 800 m       | —     | —     | DNS         | DNS         | DNS      | DNS   |
| Jorge Arturo montes      | 800 m       | —     | —     | 1:50.47     | 11          | DNF      | DNF   |
| José Carlos Villarreal   | 1500 m      | —     | —     | —           | —           | 3:39.93  |       |
| Fernando Daniel Martínez | 1500 m      | —     | —     | —           | —           | 3:45.13  | 7     |
| Fernando Daniel Martínez | 5000 m      | —     | —     | —           | —           | 13:53.87 |       |
| José Juan Esparza        | 5000 m      | —     | —     | —           | —           | 13:56.65 | 5     |
| Saby luna                | 10000 m     | —     | —     | —           | —           | 29:07.18 | 9     |
| Juan luis barrios        | 10000 m     | —     | —     | —           | —           | DNS      | DNS   |
| Juan Joel Pacheco        | Maratón     | —     | —     | —           | —           | 2:05:30  |       |
| Jose Luis Santana        | Maratón     | —     | —     | —           | —           | 2:04:07  |       |
| Carlos Sánchez           | 20 km a pie | —     | —     | —           | —           | DSQ      | DSQ   |
| Andrés Eduardo Olivas    | 20 km a pie | —     | —     | —           | —           | 1:22:36  | 6     |
| Isaac Palma              | 50 km a pie | —     | —     | —           | —           | DSQ      | DSQ   |
| Horacio Nava             | 50 km a pie | —     | —     | —           | —           | 3:51:45  |       |

Eventos de campo
| Atleta               | Evento                  | Clasificación | Clasificación | Final     | Final |
| Atleta               | Evento                  | Distancia     | Rank          | Distancia | Rank  |
| -------------------- | ----------------------- | ------------- | ------------- | --------- | ----- |
| Roberto Vilches      | Salto de altura         | —             | —             | 2.26      |       |
| Edgar rivera         | Salto de altura         | —             | —             | 2.15      | 9     |
| Jorge luna           | Salto con pértiga       | —             | —             | 5.31      | 8     |
| Antonio Roberto Ruiz | Salto con pértiga       | —             | —             | NM        | NM    |
| Uziel Aarón Muñoz    | Lanzamiento de bala     | —             | —             | 20.56     |       |
| Diego del real       | Lanzamiento de martillo | —             | —             | 74.16     | 4     |
| José Manuel Padilla  | Lanzamiento de martillo | —             | —             | 66.40     | 11    |

Femenino
Eventos de pista
| Atleta                  | Evento            | Heat   | Heat | Semifinales | Semifinales | Final    | Final |
| Atleta                  | Evento            | Tiempo | Rank | Tiempo      | Rank        | Tiempo   | Rank  |
| ----------------------- | ----------------- | ------ | ---- | ----------- | ----------- | -------- | ----- |
| Paola Morán             | 400 m             | —      | —    | 51.58       | 1 Q         | 51.02    |       |
| Luisa Mariela Real      | 800 m             | —      | —    | 2:05.73     | 5 q         | 2:04.56  | 7     |
| Alma Delia Cortés       | 1500 m            | —      | —    | —           | —           | 4:22.29  | 9     |
| Laura Esther Galván     | 1500 m            | —      | —    | —           | —           | 4:10.53  | 4     |
| Laura Esther Galván     | 5000 m            | —      | —    | —           | —           | 15:35.47 |       |
| Risper Biyaki           | 5000 m            | —      | —    | —           | —           | 15:42.47 | 4     |
| Risper Biyaki           | 10000 m           | —      | —    | —           | —           | 31:59.00 |       |
| Úrsula Patricia Sánchez | 10000 m           | —      | —    | —           | —           | 33:22.30 | 8     |
| Natali Naomí Mendoza    | 3000 m obstáculos | —      | —    | —           | —           | DNF      | DNF   |
| Margarita Hernández     | Marathon          | —      | —    | —           | —           | 2:35:06  | 7     |
| Rebeca Pamela Enríquez  | 20 km walk        | —      | —    | —           | —           | 1:41:28  | 13    |
| Ilse Adriana Guerrero   | 20 km walk        | —      | —    | —           | —           | 1:30:54  | 4     |

Eventos de campo
| Atleta             | Evento          | Calificación | Calificación | Final     | Final |
| Atleta             | Evento          | Distancia    | Rank         | Distancia | Rank  |
| ------------------ | --------------- | ------------ | ------------ | --------- | ----- |
| Karla Yazmín Terán | Salto de altura | —            | —            | 1.79      | 7     |

## Bádminton
Masculino
| Atleta                            | Evento               | Round 1                    | Round 2              | Round 3            | Cuartos de final       | Semifinal          | Final / BM         | Final / BM |
| Atleta                            | Evento               | Oponente Resultado         | Oponente Resultado   | Oponente Resultado | Oponente Resultado     | Oponente Resultado | Oponente Resultado | Rank       |
| --------------------------------- | -------------------- | -------------------------- | -------------------- | ------------------ | ---------------------- | ------------------ | ------------------ | ---------- |
| Andrés López                      | Individual masculino | BYE                        | (PER) Guevara G 2-0  | (CAN) Yang P 0-2   | —                      | —                  | —                  | —          |
| Luis Armando Montoya              | Individual masculino | BYE                        | (BRA) Montoya G 2-0  | (CHI) Araya G 2-0  | (GUA) Cordón P 0-2     | —                  | —                  | —          |
| Lino Muñoz                        | Individual masculino | BYE                        | (PER) La Torre G 2-0 | (CHI) León G 2-0   | (CAN) Ho-Shue P 0-2    | —                  | —                  | —          |
| Andrés López Luis Armando Montoya | Dobles Masculino     | (BAR) Howell /Thorpe G 2-0 | N/A                  | N/A                | (USA) Chew /Chew P 0-2 | —                  | —                  | —          |

Femenino
| Atleta                         | Evento              | Round 1               | Round 2             | Round 3            | Cuartos de final   | Semifinal          | Final / BM         | Final / BM |
| Atleta                         | Evento              | Oponente Resultado    | Oponente Resultado  | Oponente Resultado | Oponente Resultado | Oponente Resultado | Oponente Resultado | Rank       |
| ------------------------------ | ------------------- | --------------------- | ------------------- | ------------------ | ------------------ | ------------------ | ------------------ | ---------- |
| Haramara Gaitan                | WoMasculino singles | BYE                   | (GUA) Corleto G 2-0 | (BRA) Lima G 2-0   | (CAN) Li P 0-2     | —                  | —                  | —          |
| Sabrina Solis                  | BYE                 | (BRA) silva G 2-0     | —                   | —                  | —                  | —                  | —                  | —          |
| Adriana Valero                 | BYE                 | (TRI) Blake G 2-0     | (PER) Macias P 0-2  | —                  | —                  | —                  | —                  | —          |
| Haramara Gaitan Adriana Valero | WoMasculino doubles | (USA) Chen /Hsu P 0-2 | N/A                 | N/A                | —                  | —                  | —                  | —          |

Mixto
| Atleta                     | Evento        | Round 1                    | Round 2                     | Round 3                     | Cuartos de final   | Semifinal          | Final / BM         |   |
| Atleta                     | Evento        | Oponente Resultado         | Oponente Resultado          | Oponente Resultado          | Oponente Resultado | Oponente Resultado | Oponente Resultado |   |
| -------------------------- | ------------- | -------------------------- | --------------------------- | --------------------------- | ------------------ | ------------------ | ------------------ | - |
| Haramara Gaitan Lino Muñoz | Mixed doubles | (JAM) Henry /Wynter G 2-0  | (USA) Chen /Chew G 2-1      | (CAN) Hurlburt-Yu /Wu P 0-2 | —                  | —                  | —                  | — |
| Andrés López Sabrina Solis | Mixed doubles | (DOM) Brito /Polanco G 2-0 | (PER) Nishimura /Mini P 0-2 | —                           | —                  | —                  | —                  | — |

## Basquetbol

### Torneo masculino

#### Grupo B
| Pos. | Equipo               | Pts | PJ | PG | PP | PF  | PC  | Dif |
| ---- | -------------------- | --- | -- | -- | -- | --- | --- | --- |
| 1.   | Argentina            | 5   | 3  | 2  | 1  | 268 | 234 | +34 |
| 2.   | República Dominicana | 5   | 3  | 2  | 1  | 245 | 220 | +25 |
| 3.   | Uruguay              | 4   | 3  | 1  | 2  | 194 | 246 | -52 |
| 4.   | México               | 4   | 3  | 1  | 2  | 196 | 203 | -7  |

| 31 de julio, 21:00 (UTC-5) | México                                                       | 61–65        | República Dominicana | Lima                                                                              |  |
|                            | Parciales: 6–20, 13–13, 22–14, 14–8 (T.E.: 6-10)             |              | |                                                                                   |  |
|                            | Estadísticas José Estrada 18 José Gutiérrez 9 José Estrada 5 | Pts Reb Asts | Estadísticas Sadiel Rojas / Juan Suero 13 Eloy Camacho / Luis Santos 6 Dagoberto Peña / Gelvis Solano 1 Marques Townes / Eloy Camacho | Pabellón: Coliseo Eduardo Dibós Árbitros: Jorge Vázquez Daniel García Tiara Cruse |  |

| 1 de agosto, 18:00 (UTC-5) | México                                                   | 61–72        | Uruguay                                                      | Lima                                                                              |  |
|                            | Parciales: 12–19, 12–11, 22–14, 15–28                    |              |                                                              |                                                                                   |  |
|                            | Estadísticas José Zesati 19 José Zesati 6 José Estrada 2 | Pts Reb Asts | Estadísticas Martín Rojas 19 Martín Rojas 5 Luciano Parodi 4 | Pabellón: Coliseo Eduardo Dibós Árbitros: Michael Weiland Julio Anaya Tiara Cruse |  |

| 2 de agosto, 13:30 (UTC-5) | México                                                       | 72–64        | Argentina                                                          | Lima                                                                                   |  |
|                            | Parciales: 10–20, 17–15, 24–20, 21–9                         |              |                                                                    |                                                                                        |  |
|                            | Estadísticas José Estrada 18 José Gutiérrez 8 José Estrada 3 | Pts Reb Asts | Estadísticas Gabriel Deck 13 Máximo Fjellerup 7 Nicolás Brussino 3 | Pabellón: Coliseo Eduardo Dibós Árbitros: Jorge Vázquez Tiara Cruse Nathaniel Saunders |  |

#### Partido por el 7.º lugar
| 3 de agosto, 10:30 (UTC–5) | Islas Vírgenes Estadounidenses                                | 81–92        | México | Lima                                                                                |  |
|                            | Parciales: 13–26, 11–28, 31–12, 26–26                         |              | |                                                                                     |  |
|                            | Estadísticas Walter Hodge 25 Jason Perry-Murray 5 Ivan Asca 5 | Pts Reb Asts | Estadísticas Jorge Camacho 18 José Gutiérrez 9 Jonathan Machado / Jaime Jaques Jr 1 José Gutiérrez / Alejandro Reyna / Bryan Urrutia | Pabellón: Coliseo Eduardo Dibós Árbitros: Luis Vázquez Andréia Silva Carlos Peralta |  |

## Balonmano

### Torneo masculino

#### Grupo B
| Pos. | Equipo      | PJ | PG | PP | PF  | PC  | Dif |
| ---- | ----------- | -- | -- | -- | --- | --- | --- |
| 1.   | Brasil      | 3  | 3  | 0  | 108 | 65  | +43 |
| 2.   | México      | 3  | 2  | 1  | 81  | 69  | +12 |
| 3.   | Puerto Rico | 3  | 1  | 2  | 72  | 80  | -10 |
| 4.   | Perú        | 3  | 0  | 3  | 56  | 101 | -45 |

| 31 de julio de 2019, 18:00 | Brasil | 33 : 23          | México | Villa Deportiva Nacional, Lima         |                                        |
|                            |        | ( 18:10, 15:13 ) |        | Árbitro(s): Alexys Zúñiga Raymel Reyes | Árbitro(s): Alexys Zúñiga Raymel Reyes |

| 1 de agosto de 2019, 13:00 | México | 24 : 19        | Puerto Rico | Villa Deportiva Nacional, Lima         |                                        |
|                            |        | ( 15:7, 9:12 ) |             | Árbitro(s): Alexys Zúñiga Raymel Reyes | Árbitro(s): Alexys Zúñiga Raymel Reyes |

| 2 de agosto de 2019, 17:30 | México | 34 : 17        | Perú | Villa Deportiva Nacional, Lima        |                                       |
|                            |        | ( 16:9, 18:8 ) |      | Árbitro(s): Juan Pineda Félix Estrada | Árbitro(s): Juan Pineda Félix Estrada |

#### Semifinales
| 31 de julio de 2019, 18:00 | Argentina | 33 : 23          | México | Villa Deportiva Nacional, Lima         |                                        |
|                            |           | ( 18:10, 15:13 ) |        | Árbitro(s): Matías Sosa Cristian Lemes | Árbitro(s): Matías Sosa Cristian Lemes |

## Bolos
| Atleta                      | Evento               | Clasificación / Final | Clasificación / Final | Clasificación / Final | Clasificación / Final | Clasificación / Final | Clasificación / Final | Clasificación / Final | Clasificación / Final | Clasificación / Final | Clasificación / Final | Clasificación / Final | Clasificación / Final | Clasificación / Final | Clasificación / Final | Round robin | Round robin | Round robin | Round robin | Round robin | Round robin | Round robin | Round robin | Round robin | Round robin | Semifinal                | Final                    | Final |
| Atleta                      | Evento               | Serie 1               | Serie 1               | Serie 1               | Serie 1               | Serie 1               | Serie 1               | Serie 2               | Serie 2               | Serie 2               | Serie 2               | Serie 2               | Serie 2               | Total                 | Rank                  | Round robin | Round robin | Round robin | Round robin | Round robin | Round robin | Round robin | Round robin | Round robin | Round robin | Semifinal                | Final                    | Final |
| Atleta                      | Evento               | 1                     | 2                     | 3                     | 4                     | 5                     | 6                     | 7                     | 8                     | 9                     | 10                    | 11                    | 12                    | Total                 | Rank                  | 1           | 2           | 3           | 4           | 5           | 6           | 7           | 8           | Total       | Rank        | Oponente Resultado       | Oponente Resultado       | Rank  |
| --------------------------- | -------------------- | --------------------- | --------------------- | --------------------- | --------------------- | --------------------- | --------------------- | --------------------- | --------------------- | --------------------- | --------------------- | --------------------- | --------------------- | --------------------- | --------------------- | ----------- | ----------- | ----------- | ----------- | ----------- | ----------- | ----------- | ----------- | ----------- | ----------- | ------------------------ | ------------------------ | ----- |
| Jose Llergo                 | Individual Masculino | 232                   | 210                   | 244                   | 168                   | 279                   | 235                   | 257                   | 151                   | 225                   | 188                   | 195                   | 225                   | 2609                  | 15                    | —           | —           | —           | —           | —           | —           | —           | —           | —           | —           | —                        | —                        | —     |
| Arturo Quintero             | Individual Masculino | 216                   | 200                   | 221                   | 235                   | 159                   | 269                   | 201                   | 156                   | 186                   | 222                   | 247                   | 214                   | 2526                  | 19                    | —           | —           | —           | —           | —           | —           | —           | —           | —           | —           | —                        | —                        | —     |
| José Llergo Arturo Quintero | Dobles Masculinos    | 449                   | 430                   | 471                   | 496                   | 416                   | 419                   | 500                   | 433                   | 414                   | 383                   | 504                   | 464                   | 5379                  |                       | —           | —           | —           | —           | —           | —           | —           | —           | —           | —           | —                        | —                        | —     |
| Iliana Lomelí               | Individual Femenino  | 195                   | 223                   | 215                   | 233                   | 208                   | 280                   | 230                   | 231                   | 208                   | 210                   | 262                   | 212                   | 2750                  | 1                     | 214         | 204         | 185         | 241         | 221         | 254         | 191         | 210         | 4550        | 1           | (COL) Guerrero P 213-202 | —                        |       |
| Miram Zetter                | Individual Femenino  | 258                   | 224                   | 237                   | 227                   | 221                   | 230                   | 245                   | 231                   | 194                   | 239                   | 208                   | 232                   | 2703                  | 3                     | 181         | 235         | 257         | 183         | 237         | 195         | 237         | 191         | 4499        | 2           | (COL) González G 185-146 | (COL) Guerrero P 198-171 |       |
| Iliana Lomelí Miram Zetter  | Dobles Femeninos     | 360                   | 416                   | 411                   | 462                   | 397                   | 496                   | 385                   | 428                   | 426                   | 443                   | 443                   | 386                   | 5053                  |                       | —           | —           | —           | —           | —           | —           | —           | —           | —           | —           | —                        | —                        | —     |

## Boxeo

##### Masculino
| Atleta               | Evento        | Ronda de 16        | Cuartos de final   | Semifinales        | Final              | Final |
| Atleta               | Evento        | Oponente Resultado | Oponente Resultado | Oponente Resultado | Oponente Resultado | Rank  |
| -------------------- | ------------- | ------------------ | ------------------ | ------------------ | ------------------ | ----- |
| Miguel Ángel Capilla | -52 Masculino | —                  | (ARG) Quiroga PP   | —                  | —                  | —     |
| Rogelio Romero       | -81 Masculino | —                  | —                  | (BRA) Machado PP   | —                  |       |
| Francisco Cantabrana | -91 Masculino | —                  | (PER) Lucar PP     | —                  | —                  | —     |

##### Femenino
| Atleta              | Evento          | Cuartos de final   | Semifinales        | Final              | Final |
| Atleta              | Evento          | Oponente Resultado | Oponente Resultado | Oponente Resultado | Rank  |
| ------------------- | --------------- | ------------------ | ------------------ | ------------------ | ----- |
| Esmeralda Falcón    | -60 kg Femenino | (NCA) Ojeda GP     | (ARG) Sánchez PP   | —                  |       |
| Brianda Tamara Cruz | -69Kg Femenino  | (NCA) Osejo GP     | (CAN) Da Silva PP  | —                  |       |
| Ana Elizabeth Salas | -75Kg Femenino  | (USA) Graham PP    | —                  | —                  | —     |

## Canotaje Eslalon
| Atleta           | Evento                | Preliminar | Preliminar | Preliminar | Semifinal | Semifinal | Final  | Final |
| Atleta           | Evento                | Ronda 1    | Ronda 2    | Rank       | Tiempo    | Rank      | Tiempo | Rank  |
| ---------------- | --------------------- | ---------- | ---------- | ---------- | --------- | --------- | ------ | ----- |
| Ricardo Fentanes | C-1 Masculino         | 120.39     | 155.14     | 6 Q        | 127.33    | 6         | —      | —     |
| Antonio Reinoso  | K-1 Masculino         | 96.53      | 97.44      | 9          | —         |           |        |       |
| Antonio Reinoso  | K-1 Extremo Masculino | 0.00       | —          | 3          | —         |           |        |       |
| Sasha Azcona     | C-1 Femenino          | DNS        | DNS        | DNS        | DNS       | DNS       | DNS    | DNS   |
| Sofía Reinoso    | K-1 Femenino          | 104.03     | 106.33     | 6 Q        | 115.15    | 5 Q       | 112.20 |       |
| Sofía Reinoso    | K-1 Extremo Femenino  | 0.00       | —          | 2 Q        | —         | 2 Q       | —      |       |

## Canotaje de Velocidad

##### Masculino
| Atleta                                                                        | Evento     | Heat     | Heat | Semifinal | Semifinal | Final    | Final |
| Atleta                                                                        | Evento     | Tiempo   | Rank | Tiempo    | Rank      | Tiempo   | Rank  |
| ----------------------------------------------------------------------------- | ---------- | -------- | ---- | --------- | --------- | -------- | ----- |
| Alberto Briones                                                               | K-1 200 m  | 37.329   | 4 QS | 38.281    | 5         | —        | —     |
| Juan Pablo Rodríguez                                                          | K-1 1000 m | 4:05.087 | 6 QS | 3:44.999  | 1 QF      | 3:45.877 | 7     |
| Osbaldo Fuentes Mauricio Alejandro Figueroa                                   | K-2 1000 m | 3:22.261 | 2 QF | BYE       | BYE       | 3:18.439 |       |
| Osbaldo Fuentes Mauricio Alejandro Figueroa Javier López Juan Pablo Rodríguez | K-4 500 m  | —        | —    | —         | —         | 1:23.106 |       |
| Everardo Cristóbal                                                            | C-1 1000 m | 4:01.627 | 2 QF | BYE       | BYE       | 4:03.689 | 4     |
| Guillermo Quirino Rigoberto Camilo                                            | C-2 1000 m | —        | —    | —         | —         | 3:37.726 |       |

Leyenda de clasificación: QF = Calificar a final; QS = Calificar para semifinales

##### Femenino
| Atleta                                                                     | Evento    | Heats    | Heats | Semifinales | Semifinales | Final    | Final |
| Atleta                                                                     | Evento    | Tiempo   | Rank  | Tiempo      | Rank        | Tiempo   | Rank  |
| -------------------------------------------------------------------------- | --------- | -------- | ----- | ----------- | ----------- | -------- | ----- |
| Beatriz de Lourdes Briones                                                 | K-1 200 m | 41.993   | 1 QF  | BYE         | BYE         | 43.436   |       |
| Beatriz de Lourdes Briones                                                 | K-1 500 m | 1:56.328 | 2 QF  | BYE         | BYE         | 1:52.552 |       |
| Beatriz Briones Karina Alanís                                              | K-2 500 m | 1:49.309 | 2 QF  | BYE         | BYE         | 1:47.472 |       |
| Beatriz Briones Karina Alanís Brenda Galilea Gutierrez Maricela Montemayor | K-4 500 m | —        | —     | —           | —           | 1:34.646 |       |
| Stephanie Rodríguez                                                        | C-1 200 m | 50.824   | 4 QS  | 50.135      | 3 QF        | 51.601   | 7     |
| Stephanie Rodríguez Ada González                                           | C-2 500 m | —        | —     | —           | —           | 2:10.071 | 7     |

Leyenda de clasificación: QF = Calificar a final; QS = Calificar para semifinales

## Ciclismo

### BMX
Estilo libre
| Atleta               | Evento   | Clasificación | Clasificación | Final  | Final |
| Atleta               | Evento   | Puntos        | Rank          | Puntos | Rank  |
| -------------------- | -------- | ------------- | ------------- | ------ | ----- |
| Margarita Valenzuela | Femenino | 53.25         | 5             | 66.33  | 5     |

Carreras
| Atleta        | Evento    | Ronda de clasificación | Ronda de clasificación | Cuartos de final | Cuartos de final | Semifinal | Semifinal | Final | Final |
| Atleta        | Evento    | Hora                   | Rank                   | Hora             | Rank             | Hora      | Rank      | Hora  | Rank  |
| ------------- | --------- | ---------------------- | ---------------------- | ---------------- | ---------------- | --------- | --------- | ----- | ----- |
| Kevin mireles | Masculino | 59.743                 | 23                     | 22               | 6                | DNF       | DNF       | DNF   | DNF   |
| Oscar Otero   | Masculino | 36.550                 | 17                     | 15               | 5                | DNF       | DNF       | DNF   | DNF   |

### Ciclismo de montaña
| Atleta             | Evento               | Hora    | Rank |
| ------------------ | -------------------- | ------- | ---- |
| Jose Gerardo Ulloa | Individual Masculino | 1:25:03 |      |
| Jaime Miranda      | Individual Masculino | DNF     | DNF  |
| Daniela Campuzano  | Individual Femenino  | 1:30:45 |      |
| Ariadna Gutiérrez  | Individual Femenino  | 1:40:24 | 12   |

### Ciclismo en ruta
| Atleta            | Evento                 | Hora     | Rank |
| ----------------- | ---------------------- | -------- | ---- |
| José Aguirre      | Carrera Masculino      | 4:09:02  | 15   |
| Iván Carbajal     | Carrera Masculino      | 4:09:18  | 25   |
| René Corella      | Carrera Masculino      | 4:09:26  | 32   |
| Ignacio Prado     | Carrera Masculino      | 4:06:28  |      |
| Ignacio Prado     | Contrarreloj Masculino | 47:39.01 | 8    |
| Rene Corella      | Contrarreloj Masculino | 47:37.88 | 7    |
| Lizbeth Salazar   | Carrera Femenina       | 2:19:50  |      |
| Ariadna Gutiérrez | Carrera Femenina       | 2:19:54  | 18   |
| Jessica Bonilla   | Carrera Femenina       | 2:20:24  | 22   |
| Jessica Bonilla   | Contrarreloj Femenina  | 26:51.94 | 10   |

### Ciclismo en pista
Sprint
| Atleta                                         | Evento               | Clasificación | Clasificación | Ronda de 16              | Repechaje 1        | Cuartos de final                              | Semifinales                                   | Final                               | Final |
| Atleta                                         | Evento               | Tiempo        | Rank          | Oponente Resultado       | Oponente Resultado | Oponente Resultado                            | Oponente Resultado                            | Oponente Resultado                  | Rank  |
| ---------------------------------------------- | -------------------- | ------------- | ------------- | ------------------------ | ------------------ | --------------------------------------------- | --------------------------------------------- | ----------------------------------- | ----- |
| Edgar Verdugo                                  | Individual Masculino | 0.549         | 14            | —                        | —                  | —                                             | —                                             | —                                   | —     |
| Manuel Resendez                                | Individual Masculino | 10.727        | 15            | —                        | —                  | —                                             | —                                             | —                                   | —     |
| Edgar Verdugo Manuel Resendez Juan Carlos Ruiz | Equipo masculino     | 45.843        | 4 Q           | —                        | —                  | —                                             | —                                             | DSQ                                 | DSQ   |
| Yuli Verdugo                                   | De las mujeres       | 11.291        | 3 Q           | (ARG) Vera G 11.661 s    | BYE                | (CAN) Walsh G 11.654 s G 11.778 s             | (COL) Bayona G 11.426 s P 11.457 s G 12.197 s | (MEX) Salazar G 11.413 s G 11.646 s |       |
| Jessica Salazar                                | De las mujeres       | 11.435        | 5 Q           | (COL) Gaviria G 11.790 s | BYE                | (CUB) Bayona G 11.528 s P 11.701 s G 11.709 s | (CAN) Mitchell P 11.526 s P 11.330 s          | (MEX) Salazar P 11.413 s P 11.646 s | 4     |
| Yuli Verdugo Jessica Salazar                   | Equipo femenino      | 33.759        | 1 Q           | —                        | —                  | —                                             | —                                             | (CAN) Walsh /Mitchell G 33.424PR    |       |

Keirin
| Atleta          | Evento               | Heats | Repechaje | Final |
| Atleta          | Evento               | Rank  | Rank      | Rank  |
| --------------- | -------------------- | ----- | --------- | ----- |
| Edgar Verdugo   | Individual Masculino | 4 R   | 4         | —     |
| Jessica Salazar | Individual Femenino  | 2 Q   | —         |       |

Madison
| Atleta                               | Evento    | Puntos | Rank |
| ------------------------------------ | --------- | ------ | ---- |
| Ignacio Sarabia José Alfredo Aguirre | Masculino | 56     | 4    |
| Lizbeth Salazar Jessica Bonilla      | Femenino  | 35     |      |

Persecución
| Atleta                                                                | Evento           | Clasificación | Clasificación | Semifinales                | Finales                             | Finales |
| Atleta                                                                | Evento           | Hora          | Rank          | Oponente Resultado         | Oponente Resultado                  | Rank    |
| --------------------------------------------------------------------- | ---------------- | ------------- | ------------- | -------------------------- | ----------------------------------- | ------- |
| Ignacio Sarabia Ignacio Prado José Alfredo Aguirre Edibaldo Maldonado | Equipo Masculino | 4:11.384      | 4 QB          | —                          | (CHI) Chile P 4:03.970              | 4       |
| Lizbeth Salazar Jessica Bonilla Mayra Rocha Ana Teresa Casas          | Equipo Femenino  | 4:37.879      | 3 Q           | (CAN) Canadá P 4:36.256 QB | (COL) Colombia P 4:36.256 (Doblado) | 4       |

Omnium
| Atleta          | Evento    | Scratch | Scratch | Carrera de Eliminación | Carrera de Eliminación | Contratiempo | Contratiempo | Carrera de Puntos | Carrera de Puntos | Total  | Total |
| Atleta          | Evento    | Puntos  | Rank    | Rank                   | Puntos                 | Puntos       | Rank         | Puntos            | Rank              | Puntos | Rank  |
| --------------- | --------- | ------- | ------- | ---------------------- | ---------------------- | ------------ | ------------ | ----------------- | ----------------- | ------ | ----- |
| Ignacio Prado   | Masculino | 40      | 1       | 36                     | 3                      | 32           | 5            | 60                | 2                 | 68     |       |
| Jessica Salazar | Femenino  | 30      | 6       | 38                     | 2                      | 38           | 2            | 56                | 3                 | 162    |       |

## Clavados
Masculino
| Atleta                     | Evento                                 | Preliminar | Preliminar | Final  | Final |
| Atleta                     | Evento                                 | Puntos     | Rank       | Puntos | Rank  |
| -------------------------- | -------------------------------------- | ---------- | ---------- | ------ | ----- |
| Yahel Castillo             | 1m Trampolín Masculino                 | 358.80     | 3 Q        | 410.20 | 4     |
| Juan Celaya                | 1m Trampolín Masculino                 | 368.00     | 2 Q        | 435.60 |       |
| Yahel Castillo             | 3 m Trampolín Masculino                | 358.80     | 3 Q        | —      | —     |
| Juan Celaya                | 3 m Trampolín Masculino                | 368.00     | 2 Q        | 435.60 |       |
| Kevin Berlín               | 10 m Plataforma Masculino              | 412.50     | 8 Q        | 500.35 |       |
| Iván García                | 10 m Plataforma Masculino              | 453.90     | 2 Q        | 497.55 |       |
| Yahel Castillo Juan Celaya | 3 m Sincronizado Masculino             | —          | —          | 429.81 |       |
| Kevin Berlín Iván García   | 10 m Sincronizado Plataforma Masculino | —          | —          | 431.10 |       |

Femenino
| Atleta                            | Evento                                | Preliminar | Preliminar | Final  | Final |
| Atleta                            | Evento                                | Puntos     | Rank       | Puntos | Rank  |
| --------------------------------- | ------------------------------------- | ---------- | ---------- | ------ | ----- |
| Paola Espinosa                    | 3 m Trampolín Femenino                | 254.65     | 2 Q        | 278.35 |       |
| Dolores Hernández                 | 3 m Trampolín Femenino                | 255.10     | 1 Q        | 273.15 | 4     |
| Paola Espinosa                    | 1m Trampolín Femenino                 | 286.20     | 6 Q        | 278.35 |       |
| Dolores Hernández                 | 1m Trampolín Femenino                 | 280.35     | 7 Q        | 273.15 | 4     |
| Gabriela Agúndez                  | 10 m Plataforma Femenino              | 330.45     | 3 Q        | 327.00 | 6     |
| Alejandra Orozco                  | 10 m Plataforma Femenino              | 351.20     | 1 Q        | 356.10 |       |
| Paola Espinosa Dolores Hernandez  | 3 m Sincronizado Femenino             | —          | —          | 285.00 |       |
| Gabriela Agúndez Alejandra Orozco | 10 m Sincronizado Plataforma Femenino | —          | —          | 307.38 |       |

## Ecuestre

### Adiestramiento
| Atleta                                                                         | Horse                                  | Evento     | Calificación                  | Calificación                  | Calificación                        | Calificación                        | Calificación | Calificación | Grand Prix libre / Intermediate I libre | Grand Prix libre / Intermediate I libre |
| Atleta                                                                         | Horse                                  | Evento     | Grand Prix / Prix St. Georges | Grand Prix / Prix St. Georges | Grand Prix Special / Intermediate I | Grand Prix Special / Intermediate I | Total        | Total        | Grand Prix libre / Intermediate I libre | Grand Prix libre / Intermediate I libre |
| Atleta                                                                         | Horse                                  | Evento     | Score                         | Rank                          | Score                               | Rank                                | Score        | Rank         | Score                                   | Rank                                    |
| ------------------------------------------------------------------------------ | -------------------------------------- | ---------- | ----------------------------- | ----------------------------- | ----------------------------------- | ----------------------------------- | ------------ | ------------ | --------------------------------------- | --------------------------------------- |
| Martha Fernanda del Valle                                                      | Beduino Lam                            | Individual | 67.217                        | 15                            | 67.447                              | 13                                  | 134.664      | 14 Q         | 68.780                                  | 15                                      |
| Irvin Leiva                                                                    | Pabellón                               | Individual | 63.970                        | 29                            | 62.912                              | 28                                  | 126.883      | 30           | —                                       | —                                       |
| Jesús Enrique Palacios                                                         | Tinto                                  | Individual | 65.529                        | 22                            | 64.647                              | 24                                  | 130.176      | 25           | —                                       | —                                       |
| Bernadette Pujals                                                              | Curioso XXV                            | Individual | 66.500                        | 19                            | 66.298                              | 16                                  | 132.798      | 17           | —                                       | —                                       |
| Martha Fernanda del Valle Irvin Leiva Jesús Enrique Palacios Bernadette Pujals | Beduino Lam Pabellón Tinto Curioso XXV | Equipo     | 202.246                       | 4                             | 201.392                             | 4                                   | 403.638      | 4            | —                                       | —                                       |

### Evento
| Atleta                                                                        | Horse                                   | Evento     | Dressage | Dressage | Cross-country | Cross-country | Jumping | Jumping | Total  | Total |
| Atleta                                                                        | Horse                                   | Evento     | Puntos   | Rank     | Puntos        | Rank          | Puntos  | Rank    | Puntos | Rank  |
| ----------------------------------------------------------------------------- | --------------------------------------- | ---------- | -------- | -------- | ------------- | ------------- | ------- | ------- | ------ | ----- |
| Guillermo Germán de Campo                                                     | Quelite                                 | Individual | 31.20    | 11       | 16.80         | 10            | 4.00    | =11     | 52.00  | 8     |
| Pedro Gutiérrez                                                               | California Mail                         | Individual | 46.50    | 42       | —             | —             | —       | —       | —      | —     |
| Fernando Parroquín                                                            | Romana                                  | Individual | 35.80    | 18       | 16.40         | 9             | 4.00    | =11     | 56.20  | 10    |
| José Alan Triana                                                              | Violento                                | Individual | 38.80    | 20       | 85.60         | 25            | 16.00   | 23      | 140.40 | 23    |
| Guillermo Germán de Campo Pedro Gutiérrez Fernando Parroquín José Alan triana | Quelite California Mail Romana Violento | Equipo     | 105.80   | 4        | 118.80        | 4             | 24.00   | =5      | 248.60 | 4     |

### Salto
| Atleta                                                                    | Horse                                   | Evento     | Calificación | Calificación | Calificación | Calificación | Calificación | Calificación | Calificación | Calificación | Final   | Final   | Final   | Final   | Final  | Final |
| Atleta                                                                    | Horse                                   | Evento     | Round 1      | Round 1      | Round 2      | Round 2      | Round 3      | Round 3      | Total        | Total        | Round A | Round A | Round B | Round B | Total  | Total |
| Atleta                                                                    | Horse                                   | Evento     | Faults       | Rank         | Faults       | Rank         | Faults       | Rank         | Faults       | Rank         | Faults  | Rank    | Faults  | Rank    | Faults | Rank  |
| ------------------------------------------------------------------------- | --------------------------------------- | ---------- | ------------ | ------------ | ------------ | ------------ | ------------ | ------------ | ------------ | ------------ | ------- | ------- | ------- | ------- | ------ | ----- |
| Eugenio Garza                                                             | Armani SL Z                             | Individual |              |              |              |              |              |              |              |              |         |         |         |         |        |       |
| Enrique González                                                          | Chacna                                  | Individual |              |              |              |              |              |              |              |              |         |         |         |         |        |       |
| Claudia Lorenza O'Farrill                                                 | Queens Darling                          | Individual |              |              |              |              |              |              |              |              |         |         |         |         |        |       |
| Patricio Pasquel                                                          | Babel                                   | Individual |              |              |              |              |              |              |              |              |         |         |         |         |        |       |
| Eugenio Garza Enrique González Claudia Lorenza O'Farrill Patricio Pasquel | Armani SL Z Chacna Queens Darling Babel | Equipo     |              |              |              |              |              |              |              |              | —       | —       | —       | —       |        |       |

## Esgrima
Men
| Atleta                                                      | Evento             | Ronda de clasificación | Ronda de clasificación | Ronda de clasificación | Ronda de 16        | Cuartos de final   | Semifinal          | Final / BM         | Final / BM |
| Atleta                                                      | Evento             | Victories              | Derrotas               | Rank                   | Oponente Resultado | Oponente Resultado | Oponente Resultado | Oponente Resultado | Rank       |
| ----------------------------------------------------------- | ------------------ | ---------------------- | ---------------------- | ---------------------- | ------------------ | ------------------ | ------------------ | ------------------ | ---------- |
| Darío Alberto Ibarra                                        | Individual épée    |                        |                        |                        |                    |                    |                    |                    |            |
| Jhonnatan Ortega                                            | Individual épée    |                        |                        |                        |                    |                    |                    |                    |            |
| Darío Alberto Ibarra Jhonnatan Ortega Carlos Esteban Sañudo | Equipo Epée        | —                      | —                      | —                      | —                  |                    |                    |                    |            |
| Raúl Arizaga                                                | Florete individual |                        |                        |                        |                    |                    |                    |                    |            |
| Diego alecke cervantes                                      | Florete individual |                        |                        |                        |                    |                    |                    |                    |            |
| Raúl Arizaga Jesús Ernesto Beltrán Diego Alecke Cervantes   | Equipo de aluminio | —                      | —                      | —                      | —                  |                    |                    |                    |            |
| Julián ayala                                                | Sable individual   |                        |                        |                        |                    |                    |                    |                    |            |

Mujer
| Atleta                                          | Evento             | Ronda de clasificación | Ronda de clasificación | Ronda de clasificación | Ronda de 16        | Cuartos de final   | Semifinal          | Final / BM         | Final / BM |
| Atleta                                          | Evento             | Victorias              | Derrotas               | Rank                   | Oponente Resultado | Oponente Resultado | Oponente Resultado | Oponente Resultado | Rank       |
| ----------------------------------------------- | ------------------ | ---------------------- | ---------------------- | ---------------------- | ------------------ | ------------------ | ------------------ | ------------------ | ---------- |
| Elizabeth medina                                | Espada individual  |                        |                        |                        |                    |                    |                    |                    |            |
| Sheila Tejeda                                   | Espada individual  |                        |                        |                        |                    |                    |                    |                    |            |
| Elizabeth Medina Sheila Tejeda Frania Tejeda    | Equipo Epée        | —                      | —                      | —                      | —                  |                    |                    |                    |            |
| Alely Hernández                                 | Florete individual |                        |                        |                        |                    |                    |                    |                    |            |
| Nataly Michel                                   | Florete individual |                        |                        |                        |                    |                    |                    |                    |            |
| Alely Hernández Nataly Michel Melissa Rebolledo | Equipo de aluminio | —                      | —                      | —                      | —                  |                    |                    |                    |            |
| Natalia Botello                                 | Sable individual   |                        |                        |                        |                    |                    |                    |                    |            |
| Vanessa Infante                                 | Sable individual   |                        |                        |                        |                    |                    |                    |                    |            |
| Natalia Botello Vanessa Infante Julieta Toledo  | Sable de equipo    | —                      | —                      | —                      | —                  |                    |                    |                    |            |

## Esquí acuático
Hombres
| Atleta            | Evento     | Preliminar        | Preliminar | Final         | Final |
| Atleta            | Evento     | Puntuación        | Rank       | Puntuación    | Rank  |
| ----------------- | ---------- | ----------------- | ---------- | ------------- | ----- |
| Alvaro Lamadrid   | Eslalon    | 2.50 / 58 / 10.75 | 6 Q        | 4.50/58/11.25 | 8     |
| Alvaro Lamadrid   | Saltar     | 136               | 9 Q        | 140           | 7     |
| Alvaro Lamadrid   | Trucos     | 3140              | 12         | —             | —     |
| Alvaro Lamadrid   | En general | 1662.19           | 11         | —             | —     |
| Carlos Lamadrid   | Eslalon    | 2.00 / 58 / 10.75 | 7 Q        | 4.00/58/10.75 |       |
| Patricio Font     | Eslalon    | 3.00 / 58 / 11.25 | 10         | —             | —     |
| Patricio Font     | Trucos     | 11580             | 1 Q        | 11370         |       |
| Patricio Font     | En general | 1873.79           | 9          | —             | —     |
| Patricio González | Wakeboard  | 82,89             | 1 Q        | 69.67         |       |

Mujer
| Atleta         | Evento     | Preliminar        | Preliminar | Final      | Final |
| Atleta         | Evento     | Puntuación        | Rank       | Puntuación | Rank  |
| -------------- | ---------- | ----------------- | ---------- | ---------- | ----- |
| Sandra Chapoy  | Eslalon    | 2.00 / 55 / 12.00 | 7          | —          | —     |
| Sandra Chapoy  | Saltar     | 145               | 5 Q        | 148        | 4     |
| Sandra Chapoy  | Trucos     | 5290              | 11         | —          | —     |
| Sandra Chapoy  | En general | 2024.66           | 6 Q        | 2054.55    | 5     |
| Lorena Vergara | Wakeboard  | 51.44             | 4 q        | 61.11      | 5     |

## Futbol

### Torneo Masculino

##### Grupo A
| Pos. | Equipo    | PJ | PG | PE | PP | PF | PC | Dif |
| ---- | --------- | -- | -- | -- | -- | -- | -- | --- |
| 1.   | México    | 3  | 2  | 1  | 0  | 4  | 1  | +3  |
| 2.   | Argentina | 3  | 2  | 0  | 1  | 7  | 5  | +2  |
| 3.   | Panamá    | 3  | 0  | 2  | 1  | 2  | 4  | -2  |
| 4.   | Ecuador   | 3  | 0  | 1  | 2  | 3  | 6  | -3  |

| 29 de julio de 2019, 10:00 | México | 0:0     | Panamá | Estadio San Marcos, Lima, Perú |  |
|                            |        | Reporte |        |                                |  |

| 1 de agosto de 2019, 13:00 | México | 2:1     | Argentina | Estadio San Marcos, Lima, Perú |  |
|                            |        | Reporte |           |                                |  |

| 4 de agosto de 2019, 13:00 | Ecuador | 0:2 (0:1) | México | Estadio San Marcos, Lima, Perú |  |
|                            |         | Reporte   |        |                                |  |

##### Semifinales
| 7 de agosto de 2019, 17:30 | México                               | 1:1 (1:1, 1:0) (t. s.)(2:4 p.) | Honduras                              | Estadio San Marcos, Lima   |                            |
|                            | Venegas 40'                          | Reporte                        | Reyes 79'                             | Árbitro(s): Ulises Mereles | Árbitro(s): Ulises Mereles |
|                            |                                      | Tiros desde el punto penal     |                                       |                            |                            |
|                            | Solorzano · Vásquez · López · Macías |                                | Martínez · Vuelto · Reyes · Maldonado |                            |                            |

#### Partido por la medalla de bronce
| 10 de agosto de 2019, 17:30 | México    | 1:0 (1:0) | Uruguay | Estadio San Marcos, Lima       |                                |
|                             | Yrizar 7' | Reporte   |         | Árbitro(s): Fernando Echenique | Árbitro(s): Fernando Echenique |

### Torneo Femenino

##### Grupo A
| Pos. | Equipo   | PJ | PG | PE | PP | PF | PC | Dif |
| ---- | -------- | -- | -- | -- | -- | -- | -- | --- |
| 1.   | Paraguay | 3  | 2  | 1  | 0  | 5  | 2  | +3  |
| 2.   | Colombia | 3  | 1  | 2  | 0  | 4  | 2  | +2  |
| 3.   | México   | 3  | 1  | 1  | 1  | 5  | 4  | +1  |
| 4.   | Jamaica  | 3  | 0  | 0  | 3  | 1  | 7  | -6  |

| 28 de julio de 2019, 10:00 | México | 2:0     | Jamaica | Estadio San Marcos, Lima, Perú |  |
|                            |        | Reporte |         |                                |  |

| 31 de julio de 2019, 10:00 | México | 1:2     | Paraguay | Estadio San Marcos, Lima, Perú |  |
|                            |        | Reporte |          |                                |  |

| 3 de agosto de 2019, 10:00 | México | 2:2     | Colombia | Estadio San Marcos, Lima, Perú |  |
|                            |        | Reporte |          |                                |  |

##### Partido por el quinto lugar
| 3 de agosto de 2019, 10:00 | México | 5:1 | Panamá | Estadio San Marcos, Lima, Perú |  |

## Gimnasia

### Artística
Hombres
Equipo y clasificación individual
| Atleta                | Evento            | Aparato  | Aparato             | Aparato  | Aparato          | Aparato          | Aparato          | Total    | Rank |
| Atleta                | Evento            | Piso     | Caballo con Arzones | Aros     | Salto de Caballo | Barras Paralelas | Barra Horizontal | Total    | Rank |
| --------------------- | ----------------- | -------- | ------------------- | -------- | ---------------- | ---------------- | ---------------- | -------- | ---- |
| Daniel Corral         | Equipo All-Around | 14,000 Q | 14.150 Q            | 13.100   | 14.100           | 13.000           | 13.300 Q         | 81.650 Q | 4 Q  |
| Fabian De Luna        | Equipo All-Around | N / A    | 11.350 Q            | 14,350 Q | 14.250           | 13.200           | 11.750           | —        | —    |
| Isaac Nuñez           | Equipo All-Around | 12,950   | 11.850              | 12.900   | 13.900           | 14.600 Q         | 13.100           | 79.300   | 7 Q  |
| Francisco Javier Rojo | Equipo All-Around | 13.300   | —                   | —        | 13.050           | N / A            | 12.350           | —        | —    |
| Patricio Razo         | Equipo All-Around | 12.925   | 11,250              | 12.700   | —                | 12.550           | —                | —        | —    |
| Total                 | Equipo All-Around | 40,250   | 37.350              | 40.350   | 42.250           | 40.800           | 38.750           | 239,750  | 4    |

###### Finales individuales
| Atleta         | Evento                | Aparato   | Aparato             | Aparato   | Aparato          | Aparato          | Aparato          | Total     | Rank      |
| Atleta         | Evento                | Piso      | Caballo con Arzones | Aros      | Salto de Caballo | Barras Paralelas | Barra Horizontal | Total     | Rank      |
| -------------- | --------------------- | --------- | ------------------- | --------- | ---------------- | ---------------- | ---------------- | --------- | --------- |
| Daniel Corral  | All-Around Individual | No empezó | No empezó           | No empezó | No empezó        | No empezó        | No empezó        | No empezó | No empezó |
| Daniel Corral  | Piso                  | 13.933    | —                   | —         | —                | —                | —                | 13.933    | 5         |
| Daniel Corral  | Caballo con arzones   | —         | 12.583              | —         | —                | —                | —                | 12.583    | 4         |
| Daniel Corral  | Barra horizontal      | —         | —                   | —         | —                | —                | No empezó        | No empezó | No empezó |
| Isaac Nuñez    | All-Around Individual | 13.100    | 12.500              | 13.000    | 14.100           | 14.200           | 13.350           | 80.250    | 6         |
| Isaac Nuñez    | Barras paralelas      | —         | —                   | —         | —                | 14.433           | —                | 14.433    |           |
| Fabian De Luna | Anillos               | —         | —                   | 14.500    | —                | —                | —                | 14.500    |           |
| Fabian De Luna | Salto de Caballo      | —         | —                   | —         | 14.183           | —                | —                | 14.183    | 4         |

###### Equipo y clasificación individual
| Atleta             | Evento            | Aparato          | Aparato            | Aparato            | Aparato   | Total     | Rank |
| Atleta             | Evento            | Salto de Caballo | Barras Asimétricas | Viga de Equilibrio | Piso      | Total     | Rank |
| ------------------ | ----------------- | ---------------- | ------------------ | ------------------ | --------- | --------- | ---- |
| Paulina Campos     | Equipo All-Around | 12.500           | 11.650             | 12,250             | 11.650    | 48.050 Q  | 21 Q |
| Daniela Briceño    | Equipo All-Around | 11.800           | 12.700             | 10.500             | 10.300    | 45.300    | 30   |
| Anapaula Gutierrez | Equipo All-Around | 13.750           | 12.375             | 11.900             | 11.950    | 49.975 Q  | 16 Q |
| Jimena Gutierrez   | Equipo All-Around | 12,275           | 12.250             | 11.350             | 11.700    | 47.950    | 23   |
| Nicolle Castro     | Equipo All-Around | No empezó        | No empezó          | No empezó          | No empezó | No empezó |      |
| Total              | Equipo All-Around | 38.900           | 37.325             | 35.500             | 35.300    | 147.025   | 7    |

###### Finales individuales
| Atleta             | Evento                | Aparato | Aparato            | Aparato          | Aparato            | Total      | Total |
| Atleta             | Evento                | Piso    | Viga de Equilibrio | Salto de Caballo | Barras Asimétricas | Puntuación | Rank  |
| ------------------ | --------------------- | ------- | ------------------ | ---------------- | ------------------ | ---------- | ----- |
| Anapaula Gutierrez | All-Around Individual | 13.900  | 11.850             | 11.100           | 10.900             | 47.750     | 15    |
| Paulina campos     | All-Around Individual | 12.050  | 10.950             | 11.500           | 12.100             | 46.600     | 18    |

### Rítmica

###### Individual
| Atleta       | Evento                | Final  | Final  | Final  | Final    | Final  | Final |
| Atleta       | Evento                | Aro    | Pelota | Mazas  | Listón   | Total  | Rank  |
| ------------ | --------------------- | ------ | ------ | ------ | -------- | ------ | ----- |
| Rut Castillo | All-Around Individual | 14.450 | 13.350 | 14.800 | 14.750 Q | 57.350 | 10    |
| Rut Castillo | Listón                | —      | —      | —      |          |        |       |
| Karla Díaz   | All-Around Individual | 13.250 | 14.300 | 14.850 | 14.550 Q | 56.950 | 11    |
| Karla Díaz   | Listón                | —      | —      | —      |          |        |       |

###### Grupo
| Atletas                                                                                           | Evento                  | Final    | Final            | Final  | Final |
| Atletas                                                                                           | Evento                  | 5 bolas  | 3 aros y 2 mazas | Total  | Rank  |
| ------------------------------------------------------------------------------------------------- | ----------------------- | -------- | ---------------- | ------ | ----- |
| Ana Victoria Galindo Adriana Haydee Hernández Mildred Maldonado Elianne Martínez Karen Villanueva | All-Around Equipo       | 23.525 Q | 24.850 Q         | 48.375 |       |
| Ana Victoria Galindo Adriana Haydee Hernández Mildred Maldonado Elianne Martínez Karen Villanueva | 5 Pelotas Equipo        | 24.400   | —                | 24.400 |       |
| Ana Victoria Galindo Adriana Haydee Hernández Mildred Maldonado Elianne Martínez Karen Villanueva | 3 aros y 2 palos Equipo | —        | 23.050           | 23.050 |       |

### Trampolín
| Atleta                    | Evento                    | Clasificación | Clasificación | Final      | Final |
| Atleta                    | Evento                    | Puntuación    | Rank          | Puntuación | Rank  |
| ------------------------- | ------------------------- | ------------- | ------------- | ---------- | ----- |
| Luis Loria                | Individual de los hombres | 94.195 Q      | 7             | 53.070     | 6     |
| Víctor Ezequiel Rodríguez | Individual de los hombres | 87.525 R1     | 9             |            |       |
| Dafne Navarro             | Individual de las mujeres | 98.940 Q      | 3             | 52.510     |       |

## Levantamiento de pesas

#### Hombres
| Atleta          | Evento  | Envión | Envión | Clearn & Jerk | Clearn & Jerk | Total | Total |
| Atleta          | Evento  | Peso   | Rank   | Peso          | Rank          | Peso  | Rank  |
| --------------- | ------- | ------ | ------ | ------------- | ------------- | ----- | ----- |
| Antonio Vázquez | –61 kg  | 123    | 4      | 163           | 3             | 286   |       |
| Jonathan Muñoz  | –67 kg  | 138    | 1      | 168           | 1             | 306   |       |
| Jorge Cárdenas  | –73 kg  | 142    | 4      | 168           | 4             | 310   | 4     |
| Raul Manriquez  | +109 kg | 175    | 4      | 218           | =2            | 393   |       |

#### Mujer
| Atleta             | Evento | Envión | Envión | Clearn & Jerk | Clearn & Jerk | Total | Total |
| Atleta             | Evento | Peso   | Rank   | Peso          | Rank          | Peso  | Rank  |
| ------------------ | ------ | ------ | ------ | ------------- | ------------- | ----- | ----- |
| Ana Gabriela López | –55 kg | 91 91  | 3      | 111           | 2             | 202   |       |
| Janeth Gómez       | –59 kg | 95     | 3      | 119           | 4             | 214   | 4     |
| Aremi Fuentes      | –76 kg | 110    | 2      | 140           | =1            | 250   |       |
| Ana Carmen Torres  | –87 kg | 104    | 6      | 135           | 5             | 239   | 5     |

## Natación artística
| Atleta | Evento          | Rutina técnica | Rutina técnica | Rutina Libre (Final) | Rutina Libre (Final) | Rutina Libre (Final) | Rutina Libre (Final) |
| Atleta | Evento          | Puntos         | Rank           | Puntos               | Rank                 | Puntos totales       | Rank                 |
| --- | --------------- | -------------- | -------------- | -------------------- | -------------------- | -------------------- | -------------------- |
| Nuria Diosdado Joanna Jiménez | Dúo de mujeres  | 86.3328        | 2              | 88.0333              | 2                    | 174.3661             |                      |
| Regina Alférez Teresa Ixchel Alonso Nuria Diosdado Joanna Jiménez Luisa Samanta Rodríguez Jessica Sobrino Ana Karen Soto Pamela Nuzhet Toscano Amaya Velázquez | Equipo femenino | 86.2910        | 2              | 88.8333              | 2                    | 175.1243             |                      |

## Patinaje

### Artístico
| Atleta       | Evento               | Programa corto | Programa corto | Programa largo | Programa largo | Total      | Total |
| Atleta       | Evento               | Puntuación     | Rank           | Puntuación     | Rank           | Puntuación | Rank  |
| ------------ | -------------------- | -------------- | -------------- | -------------- | -------------- | ---------- | ----- |
| Felipe Reyna | Individual Masculino | 25.28          | 7              | 43.58          | 7              | 68.86      | 7     |

## Pentatlón moderno
| Atleta                             | Evento               | Esgrima (Espada a un toque) | Esgrima (Espada a un toque) | Esgrima (Espada a un toque) | Natación (200 m libre) | Natación (200 m libre) | Natación (200 m libre) | Prueba ecuestre (Salto) | Prueba ecuestre (Salto) | Prueba ecuestre (Salto) | Carrera Láser (Pistola laser10 m / 3000 m campo traviesa ) | Carrera Láser (Pistola laser10 m / 3000 m campo traviesa ) | Carrera Láser (Pistola laser10 m / 3000 m campo traviesa ) | Total     | Total |
| Atleta                             | Evento               | V – D                       | Rank                        | MP Puntos                   | Tiempo                 | Rank                   | MP Puntos              | Penalties               | Rank                    | MP Puntos               | Tiempo                                                     | Rank                                                       | MP Puntos                                                  | MP Puntos | Rank  |
| ---------------------------------- | -------------------- | --------------------------- | --------------------------- | --------------------------- | ---------------------- | ---------------------- | ---------------------- | ----------------------- | ----------------------- | ----------------------- | ---------------------------------------------------------- | ---------------------------------------------------------- | ---------------------------------------------------------- | --------- | ----- |
| Duilio Carrillo                    | Individual Masculino | 19-12                       | 13                          | 219                         | 2:10.39                | 16                     | 290                    | 22                      | 12                      | 278                     | 11:12.00                                                   | 6                                                          | 628                                                        | 1415      | 8     |
| Manuel Padilla                     | Individual Masculino | 17-14                       | 14                          | 217                         | 2:12.49                | 17                     | 286                    | 55                      | EL                      | 0                       | 11:38.00                                                   | 17                                                         | 602                                                        | 1105      | 24    |
| José Melchor Silva                 | Individual Masculino | 16-15                       | 18                          | 208                         | 2:06.05                | 6                      | 298                    | 32                      | 14                      | 268                     | 11:48.00                                                   | 20                                                         | 592                                                        | 1366      | 14    |
| Duilio Carrillo José Melchor Silva | Relevo Masculino     | 21-5                        | 1                           | 274                         | 1:57.64                | 7                      | 315                    | 141.47                  | 6                       | 245                     | 10:49.00                                                   | 3                                                          | 651                                                        | 1485      |       |
| Mariana Arceo                      | Individual Femenino  | 25-6                        | 1                           | 271                         | 2:19.10                | 2                      | 272                    | 15                      | 10                      | 285                     | 12:16.00                                                   | 564                                                        | 3                                                          | 1392      |       |
| Mayan Oliver                       | Individual Femenino  | 19-12                       | 6                           | 238                         | 2:28.33                | 15                     | 254                    | 54                      | EL                      | 0                       | 12:07.00                                                   | 573                                                        | 2                                                          | 1065      | 14    |
| Tamara Vega                        | Individual Femenino  | 14-17                       | 17                          | 194                         | 2:27.23                | 14                     | 256                    | 18                      | 11                      | 282                     | 12:38.00                                                   | 542                                                        | 5                                                          | 1274      | 7     |
| Tamara Vega Mayan Oliver           | Relevo Femenino      | 23-17                       | 5                           | 225                         | 2:18.01                | 6                      | 274                    | EL                      | EL                      | 0                       | 12:10.00                                                   | 2                                                          | 570                                                        | 1069      | 6     |
| Mariana Arceo Manuel Padilla       | Relevo Mixto         | 34-14                       | 3                           | 251                         | 2:04.61                | 5                      | 301                    | 130.84                  | 10                      | 256                     | 11:19.00                                                   | 3                                                          | 621                                                        | 1429      | 4     |

## Rugby 7's
México calificó a un equipo femenino de 12 atletas, al ganar el RAN WoMasculino Sevens 2018 . [26]

### Torneo femenino
Etapa de la piscina
| Pos. | Equipo | PJ | PG | PJ | PP | PF  | PC | Dif  |
| ---- | ------ | -- | -- | -- | -- | --- | -- | ---- |
| 1.   | Canadá | 3  | 3  | 0  | 0  | 134 | 0  | +134 |
| 2.   | Brasil | 3  | 2  | 0  | 1  | 78  | 1  | +47  |
| 3.   | Perú   | 3  | 1  | 0  | 2  | 48  | 2  | −46  |
| 4.   | México | 3  | 0  | 0  | 3  | 7   | 3  | −136 |

## Sóftbol

### Masculino
| Pos. | Equipo         | PJ | PG | PP | PF | PC | Dif |
| ---- | -------------- | -- | -- | -- | -- | -- | --- |
| 1.   | Argentina      | 5  | 5  | 0  | 29 | 4  | +25 |
| 2.   | Estados Unidos | 5  | 4  | 1  | 38 | 10 | +28 |
| 3.   | Cuba           | 5  | 3  | 2  | 33 | 22 | +11 |
| 4.   | México         | 5  | 2  | 3  | 31 | 23 | +8  |
| 5.   | Venezuela      | 5  | 0  | 4  | 7  | 17 | -10 |
| 6.   | Perú           | 5  | 0  | 5  | 0  | 62 | -62 |

### Femenino
| Pos. | Equipo         | PJ | PG | PP | PF | PC | Dif |
| ---- | -------------- | -- | -- | -- | -- | -- | --- |
| 1.   | Estados Unidos | 3  | 3  | 0  | 21 | 1  | +20 |
| 2.   | Canadá         | 3  | 2  | 1  | 12 | 7  | +5  |
| 3.   | México         | 3  | 2  | 1  | 20 | 12 | +8  |
| 4.   | Puerto Rico    | 3  | 1  | 2  | 7  | 11 | -5  |
| 5.   | Venezuela      | 3  | 1  | 2  | 8  | 22 | -14 |
| 6.   | Perú           | 3  | 0  | 3  | 5  | 20 | -15 |

## Squash
Hombres
| Atleta                                     | Evento     | Etapa grupal       | Etapa grupal          | Etapa grupal       | Etapa grupal | Ronda de 16          | Cuartos de final            | Semifinal / Cl.               | Final / BM / Pl.   | Final / BM / Pl. |
| Atleta                                     | Evento     | Oponente Resultado | Oponente Resultado    | Oponente Resultado | Rank         | Oponente Resultado   | Oponente Resultado          | Oponente Resultado            | Oponente Resultado | Rank             |
| ------------------------------------------ | ---------- | ------------------ | --------------------- | ------------------ | ------------ | -------------------- | --------------------------- | ----------------------------- | ------------------ | ---------------- |
| César salazar                              | Individual | —                  | —                     | —                  | —            | (CAN) Delierre G 3-0 | (CHI) Camiruaga G 3-0       | (PER) Elías P 0-3             | —                  |                  |
| Arturo Salazar                             | Individual | —                  | —                     | —                  | —            | (BER) Franklin G 3-0 | (ARG) Pezzota P 2-3         | —                             | —                  | —                |
| César Salazar Arturo Salazar               | Dobles     | —                  | —                     | —                  | —            | —                    | (JAM) Binnie /Walters G 2-0 | (CAN) Delierre /Sachvie P 1-2 | —                  |                  |
| César Salazar Arturo Salazar Alfredo Ávila | Equipo     | (PER) Perú G 2-1   | (GUA) Guatemala G 3-0 | —                  | 1            | —                    | (ARG) Argentina G 2-0       | (USA) Estados Unidos P 1-2    | —                  |                  |

Mujer
| Atleta                                          | Evento     | Etapa grupal       | Etapa grupal               | Etapa grupal          | Etapa grupal | Ronda de 16           | Cuartos de final         | Semifinal                  | Final / BM         | Final / BM |
| Atleta                                          | Evento     | Oponente Resultado | Oponente Resultado         | Oponente Resultado    | Rank         | Oponente Resultado    | Oponente Resultado       | Oponente Resultado         | Oponente Resultado | Rank       |
| ----------------------------------------------- | ---------- | ------------------ | -------------------------- | --------------------- | ------------ | --------------------- | ------------------------ | -------------------------- | ------------------ | ---------- |
| Diana Elisa García                              | Individual | —                  | —                          | —                     | —            | (PER) Rodríguez G 3-0 | (USA) Blatchford P 0-3   | —                          | —                  | —          |
| Dina anguiano                                   | Individual | —                  | —                          | —                     | —            | (CAN) Naughton P 0-3  | —                        | —                          | —                  | —          |
| Samantha Terán Dina Anguiano                    | Dobles     | —                  | —                          | —                     | —            | —                     | (COL) Tovar /Tovar P 0-2 | —                          | —                  | —          |
| Samantha Terán Diana Elisa García Dina Anguiano | Equipo     | (CHI) Chile G 3-0  | (USA) Estados Unidos P 0-3 | (ARG) Argentina G 3-0 | 2            | —                     | (GUY) Guyana G 2-0       | (USA) Estados Unidos P 0-3 | —                  |            |

Mixto
| Atleta                           | Evento | Cuartos de final               | Semifinal                        | Final / BM                     | Final / BM |
| Atleta                           | Evento | Oponente Resultado             | Oponente Resultado               | Oponente Resultado             | Rank       |
| -------------------------------- | ------ | ------------------------------ | -------------------------------- | ------------------------------ | ---------- |
| Diana Elisa García Alfredo Avila | Dobles | (ARG) Falcione / Miranda G 2-0 | (USA) Blatchford / Douglas G 2-0 | (COL) Peláez / Rodríguez P 0-2 |            |

## Tiro con arco
Hombres
| Atleta                                             | Evento               | Ronda de clasificación | Ronda de clasificación | Octavos de final   | Ronda de 16        | Cuartos de final   | Semifinales        | Final / BM         | Rank |
| Atleta                                             | Evento               | Puntuación             | Semilla                | Oponente Resultado | Oponente Resultado | Oponente Resultado | Oponente Resultado | Oponente Resultado | Rank |
| -------------------------------------------------- | -------------------- | ---------------------- | ---------------------- | ------------------ | ------------------ | ------------------ | ------------------ | ------------------ | ---- |
| Ángel David Alvarado                               | Individuo recurvo    |                        |                        |                    |                    |                    |                    |                    |      |
| Luis Álvarez                                       | Individuo recurvo    |                        |                        |                    |                    |                    |                    |                    |      |
| Eernesto Boardman                                  | Individuo recurvo    |                        |                        |                    |                    |                    |                    |                    |      |
| Ángel David Alvarado Luis Álvarez Ernesto Boardman | Equipo recurvo       |                        |                        | N / A              | N / A              |                    |                    |                    |      |
| Rodolfo González                                   | Compuesto individual |                        |                        | N / A              |                    |                    |                    |                    |      |

Mujer
| Atleta                                       | Evento               | Ronda de clasificación | Ronda de clasificación | Octavos de final   | Ronda de 16        | Cuartos de final   | Semifinales        | Final / BM         | Rank |
| Atleta                                       | Evento               | Puntuación             | Semilla                | Oponente Resultado | Oponente Resultado | Oponente Resultado | Oponente Resultado | Oponente Resultado | Rank |
| -------------------------------------------- | -------------------- | ---------------------- | ---------------------- | ------------------ | ------------------ | ------------------ | ------------------ | ------------------ | ---- |
| Mariana Avitia                               | Individuo recurvo    |                        |                        |                    |                    |                    |                    |                    |      |
| Aída Roman                                   | Individuo recurvo    |                        |                        |                    |                    |                    |                    |                    |      |
| Alejandra valencia                           | Individuo recurvo    |                        |                        |                    |                    |                    |                    |                    |      |
| Mariana Avitia Aída Roman Alejandra Valencia | Equipo recurvo       |                        |                        | N / A              | N / A              |                    |                    |                    |      |
| Andrea Maya Becerra                          | Compuesto individual |                        |                        | N / A              |                    |                    |                    |                    |      |

Mezclado
| Atleta                                  | Evento                 | Ronda de clasificación | Ronda de clasificación | Octavos de final   | Ronda de 16        | Cuartos de final   | Semifinales        | Final / BM         | Rank |
| Atleta                                  | Evento                 | Puntuación             | Semilla                | Oponente Resultado | Oponente Resultado | Oponente Resultado | Oponente Resultado | Oponente Resultado | Rank |
| --------------------------------------- | ---------------------- | ---------------------- | ---------------------- | ------------------ | ------------------ | ------------------ | ------------------ | ------------------ | ---- |
| Alejandra Valencia Ángel David Alvarado | Equipo mixto recurvo   |                        |                        | N / A              | N / A              |                    |                    |                    |      |
| Andrea Maya Becerra Rodolfo González    | Equipo mixto compuesto |                        |                        | N / A              | N / A              |                    |                    |                    |      |

## Pelota vasca
Hombres
| Atleta                                | Evento                         | Ronda preliminar   | Ronda preliminar   | Ronda preliminar   | Ronda preliminar   | Finales            | Finales |
| Atleta                                | Evento                         | Partido 1          | Partido 2          | Partido 3          | Partido 4          | Finales            | Finales |
| Atleta                                | Evento                         | Oponente Resultado | Oponente Resultado | Oponente Resultado | Oponente Resultado | Oponente Resultado | Rank    |
| ------------------------------------- | ------------------------------ | ------------------ | ------------------ | ------------------ | ------------------ | ------------------ | ------- |
| Arturo Rodríguez                      | Paleta Caucho Singles Trinkete |                    |                    |                    | N / A              |                    |         |
| Daniel García Isaac Pérez             | Paleta Caucho Parejas Trinkete |                    |                    |                    | N / A              |                    |         |
| Miguel María Urrutia Rodrigo Ledesma  | Paleta Cuero Pares 36m Fronton |                    |                    |                    | N / A              |                    |         |
| David Álvarez                         | Mano individual 36m fronton    |                    |                    |                    | N / A              |                    |         |
| Josué Roberto López Luis Ramón Molina | Frontenis pares 30m fronton    |                    |                    |                    |                    |                    |         |

Mujer
| Atleta                                          | Evento                          | Ronda preliminar   | Ronda preliminar   | Ronda preliminar   | Ronda preliminar   | Finales            | Finales |
| Atleta                                          | Evento                          | Partido 1          | Partido 2          | Partido 3          | Partido 4          | Finales            | Finales |
| Atleta                                          | Evento                          | Oponente Resultado | Oponente Resultado | Oponente Resultado | Oponente Resultado | Oponente Resultado | Rank    |
| ----------------------------------------------- | ------------------------------- | ------------------ | ------------------ | ------------------ | ------------------ | ------------------ | ------- |
| Paulina Castillo Rosa María Flores              | Paleta Caucho Parejas Trinkete  |                    |                    |                    | N / A              |                    |         |
| Dulce Miranda Figueroa Laura Selem Puentes      | Paleta Caucho Pares 30m Fronton |                    |                    |                    | N / A              |                    |         |
| Guadalupe María Hernández Ariana Yolanda Cepeda | Frontenis pares 30m fronton     |                    |                    |                    |                    |                    |         |

## Voleibol de playa
México calificó a cuatro atletas de voleibol de playa (dos hombres y dos mujeres). [7] [8]
| Atletas                        | Evento           | Ronda preliminar                | Ronda preliminar                  | Ronda preliminar               | Ronda de 16                        | Cuartos de final               | Semifinales                | Finales            | Rank      |
| Atletas                        | Evento           | Oponente Resultado              | Oponente Resultado                | Oponente Resultado             | Oponente Resultado                 | Oponente Resultado             | Oponente Resultado         | Oponente Resultado | Rank      |
| ------------------------------ | ---------------- | ------------------------------- | --------------------------------- | ------------------------------ | ---------------------------------- | ------------------------------ | -------------------------- | ------------------ | --------- |
| Lombardo Ontiveros Juan Virgen | Torneo masculino | Grimalt - Grimalt ( CHI ) L 1–2 | Nusbaum - Plantinga ( CAN ) G2-0  | Mora - López ( NCA ) G2-0      | Escobar - Vargas ( ESA ) G2-0      | Brandão - Dealtry ( BRA ) G2-0 | Capogrosso - Azaad ( ARG ) |                    |           |
| Martha Revuelta Zayra Orellana | Torneo femenino  | Mardones - Rivas ( CHI ) L 0–2  | Charles - Valenciana ( ISV ) G2-0 | Horta - Reboucas ( BRA ) L 0-2 | Caballero - Valiente ( PAR ) L 1-2 | No avanzó                      | No avanzó                  | No avanzó          | No avanzó |

## Culturismo
México calificó a un equipo completo de dos culturistas (uno masculino y uno femenino). [9]
Hombres
- Culturismo clásico

Mujer
- Bikini Fitness

## Hockey sobre césped
México clasificó a un equipo masculino y femenino (de 16 atletas cada uno, para un total de 32) al estar clasificado entre las dos mejores naciones en el hockey sobre césped en los torneos de los Juegos Centroamericanos y del Caribe de 2018 . [18]

### Torneo masculino
Ronda preliminar
| Pos | Equipo         | Pld | W | re | L | GF | Georgia | GD | Pts | Clasificación    |
| --- | -------------- | --- | - | -- | - | -- | ------- | -- | --- | ---------------- |
| 1   | Estados Unidos | 0   | 0 | 0  | 0 | 0  | 0       | 0  | 0   | Cuartos de final |
| 2   | Perú (h)       | 0   | 0 | 0  | 0 | 0  | 0       | 0  | 0   | Cuartos de final |
| 3   | México         | 0   | 0 | 0  | 0 | 0  | 0       | 0  | 0   | Cuartos de final |
| 4   | Canadá         | 0   | 0 | 0  | 0 | 0  | 0       | 0  | 0   | Cuartos de final |

Los primeros partidos se jugarán el 30 de julio de 2019. Fuente: FIH
(H) Anfitrión

### Torneo femenino
Equipo
Los siguientes 16 jugadores fueron nombrados en la escuadra de México . [19]
- ver
- hablar

Entrenador: Arely Castellanos
1. Jesús Castillo ( GK )
2. Mireya Bianchi
3. Mayra Lacheno
4. Maribel Acosta
5. Karen González
6. Cindy Correa
7. María Correa
8. Michel Navarro ( C )
9. Jennifer Valdés
10. Montserrat Inguanzo ( GK )
11. Ana Juárez
12. Marlet Correa
13. Arlette Estrada
14. Fernanda Oviedo
15. Nathalia Nava
16. Karen orozco

Resultados
| Pos | Equipo         | Pld | W | re | L | GF | Georgia | GD | Pts | Clasificación    |
| --- | -------------- | --- | - | -- | - | -- | ------- | -- | --- | ---------------- |
| 1   | Estados Unidos | 0   | 0 | 0  | 0 | 0  | 0       | 0  | 0   | Cuartos de final |
| 2   | Perú (h)       | 0   | 0 | 0  | 0 | 0  | 0       | 0  | 0   | Cuartos de final |
| 3   | México         | 0   | 0 | 0  | 0 | 0  | 0       | 0  | 0   | Cuartos de final |
| 4   | Chile          | 0   | 0 | 0  | 0 | 0  | 0       | 0  | 0   | Cuartos de final |

El primer partido se jugará el 29 de julio de 2019. Fuente: FIH
(H) Anfitrión

## Fútbol
México calificó a un equipo masculino y femenino (de 18 atletas cada uno, para un total de 36). [20]

### Torneo masculino
Equipo
El escuadrón de 18 hombres se anunció el 29 de junio de 2019. [21] Director técnico: Jaime Lozano
| N.º | Pos. | Jugador               | Fecha de nacimiento (edad)         | Tapas | Metas | Club                 |
| --- | ---- | --------------------- | ---------------------------------- | ----- | ----- | -------------------- |
|     | G K  | José Hernández        | 1 de mayo de 1997 (22 años)        | 0     | 0     | Atlas                |
|     | G K  | Luis Malagón          | 2 de marzo de 1997 (22 años)       | 0     | 0     | Monarcas Morelia     |
|     |      |                       |                                    |       |       |                      |
|     | DF   | Eric cantú            | 28 de febrero de 1999 (20 años)    | 0     | 0     | Monterrey            |
|     | DF   | Aldo cruz             | 24 de septiembre de 1997 (21 años) | 0     | 0     | Tijuana              |
|     | DF   | Joaquín esquivel      | 7 de enero de 1998 (21 años)       | 0     | 0     | Atlético San Luis    |
|     | DF   | Ismael Govea          | 20 de febrero de 1997 (22 años)    | 0     | 0     | Atlas                |
|     | DF   | Vladimir Loroña       | 16 de noviembre de 1998 (20 años)  | 0     | 0     | Puebla               |
|     | DF   | Brayton Vázquez       | 5 de marzo de 1998 (21 años)       | 0     | 0     | Atlas                |
|     | DF   | Johan Vásquez         | 22 de octubre de 1998 (20 años)    | 0     | 0     | Monterrey            |
|     | DF   | Francisco venegas     | 16 de julio de 1998 (21 años)      | 0     | 0     | Tigres UANL          |
|     |      |                       |                                    |       |       |                      |
|     | MF   | Héctor Mascorro       | 12 de mayo de 1997 (22 años)       | 0     | 0     | Mineros de Zacatecas |
|     | MF   | Martín Rodríguez      | 18 de mayo de 1998 (21 años)       | 0     | 0     | Querétaro            |
|     | MF   | Marcel Ruiz           | 26 de octubre de 2000 (18 años)    | 0     | 0     | Querétaro            |
|     |      |                       |                                    |       |       |                      |
|     | FW   | Eduardo Aguirre       | 3 de agosto de 1998 (20 años)      | 0     | 0     | Santos Laguna        |
|     | FW   | Ulises Cardona        | 13 de noviembre de 1998 (20 años)  | 0     | 0     | Atlas                |
|     | FW   | José de Jesús Godínez | 20 de enero de 1997 (22 años)      | 0     | 0     | León                 |
|     | FW   | Mauro lainez          | 9 de mayo de 1996 (23 años)        | 0     | 0     | Tijuana              |
|     | FW   | Paolo Yrizar          | 6 de agosto de 1997 (21 años)      | 0     | 0     | Querétaro            |

Resultados
| Pos | Equipo    | Pld | W | re | L | GF | Georgia | GD | Pts | Clasificación                   |
| --- | --------- | --- | - | -- | - | -- | ------- | -- | --- | ------------------------------- |
| 1   | Panamá    | 0   | 0 | 0  | 0 | 0  | 0       | 0  | 0   | Avanzar a la etapa eliminatoria |
| 2   | México    | 0   | 0 | 0  | 0 | 0  | 0       | 0  | 0   | Avanzar a la etapa eliminatoria |
| 3   | Ecuador   | 0   | 0 | 0  | 0 | 0  | 0       | 0  | 0   |                                 |
| 4   | Argentina | 0   | 0 | 0  | 0 | 0  | 0       | 0  | 0   |                                 |

Los primeros partidos se jugarán en julio de 2019. Fuente: [ cita requerida ]
Reglas para la clasificación: desempates

### Torneo femenino
Equipo
Los siguientes jugadores fueron convocados para los Juegos Panamericanos de 2019 . [22] Primer entrenador: Christopher Cuellar
| N.º | Pos. | Jugador          | Fecha de nacimiento (edad)         | Tapas           | Metas | Club                       |
| --- | ---- | ---------------- | ---------------------------------- | --------------- | ----- | -------------------------- |
| 1   | G K  | Cecilia Santiago | 19 de octubre de 1994 (24 años)    | 59              | 0     | PSV Eindhoven              |
| 12  | G K  | Emily Alvarado   | 9 de junio de 1998 (21 años)       | 1               | 0     | TCU Ranas Cornudas         |
|     |      |                  |                                    |                 |       |                            |
| 2   | DF   | Kenti Robles     | 15 de febrero de 1991 (28 años)    | sesenta y cinco | 3     | Atlético Madrid            |
| 3   | DF   | Bianca Sierra    | 25 de junio de 1992 (27 años)      | 47              | 0     | Þór / KA                   |
| 4   | DF   | Rebeca Bernal    | 31 de agosto de 1997 (21 años)     | 14              | 0     | Monterrey                  |
| 5   | DF   | Jimena López     | 30 de enero de 1999 (20 años)      | 8               | 0     | Texas A&M Aggies           |
| 13  | DF   | Arianna romero   | 29 de julio de 1992 (27 años)      | 42              | 1     | Houston Dash               |
| 15  | DF   | Andrea Sánchez   | 31 de marzo de 1994 (25 años)      | 3               | 0     | Guadalajara                |
|     |      |                  |                                    |                 |       |                            |
| 6   | MF   | Liliana mercado  | 22 de octubre de 1988 (30 años)    | 13              | 0     | UANL                       |
| 8   | MF   | Joana Robles     | 26 de julio de 1994 (25 años)      | 8               | 0     | Atlas                      |
| 10  | MF   | Stephany Mayor   | 23 de septiembre de 1991 (27 años) | 71              | 11    | Þór / KA                   |
| 11  | MF   | Lizbeth Ovalle   | 19 de octubre de 1999 (19 años)    | 10              | 2     | UANL                       |
| 16  | MF   | Nancy Antonio    | 2 de abril de 1996 (23 años)       | 12              | 1     | UANL                       |
| 17  | MF   | María Sánchez    | 20 de febrero de 1996 (23 años)    | 15              | 3     | Estrellas rojas de chicago |
|     |      |                  |                                    |                 |       |                            |
| 7   | FW   | Daniela Espinosa | 13 de julio de 1999 (20 años)      | 6               | 0     | America                    |
| 9   | FW   | Charlyn corral   | 11 de septiembre de 1991 (27 años) | 50              | 28    | Atlético Madrid            |
| 14  | FW   | Katty Martínez   | 14 de marzo de 1998 (21 años)      | 6               | 0     | UANL                       |
| 18  | FW   | Kiana palacios   | 1 de octubre de 1996 (22 años)     | 11              | 1     | Real sociedad              |

Resultados
| Pos | Equipo   | Pld | W | re | L | GF | Georgia | GD | Pts | Clasificación                   |
| --- | -------- | --- | - | -- | - | -- | ------- | -- | --- | ------------------------------- |
| 1   | México   | 0   | 0 | 0  | 0 | 0  | 0       | 0  | 0   | Avanzar a la etapa eliminatoria |
| 2   | Jamaica  | 0   | 0 | 0  | 0 | 0  | 0       | 0  | 0   | Avanzar a la etapa eliminatoria |
| 3   | Paraguay | 0   | 0 | 0  | 0 | 0  | 0       | 0  | 0   |                                 |
| 4   | Colombia | 0   | 0 | 0  | 0 | 0  | 0       | 0  | 0   |                                 |

El primer (los) partido (s) se jugará el 28 de julio de 2019. Fuente: [ citación necesaria ]
Reglas para la clasificación: Desempates

## Golf
México clasificó a un equipo completo de cuatro golfistas (dos hombres y dos mujeres). [23]
| Atletas)                                                        | Evento                    | Final      | Final      | Final   | Final   | Final | Final |
| Atletas)                                                        | Evento                    | La ronda 1 | La ronda 2 | Ronda 3 | Ronda 4 | Total | Rank  |
| --------------------------------------------------------------- | ------------------------- | ---------- | ---------- | ------- | ------- | ----- | ----- |
| Raúl Cortes                                                     | Individual de los hombres |            |            |         |         |       |       |
| Gonzalo Rubio                                                   | Individual de los hombres |            |            |         |         |       |       |
| Ana Isabel González                                             | Individual de las mujeres |            |            |         |         |       |       |
| Alejandra Llaneza                                               | Individual de las mujeres |            |            |         |         |       |       |
| Raúl Cortes Gonzalo Rubio Ana Isabel González Alejandra Llaneza | Equipo mixto              |            |            |         |         |       |       |

## Judo
Hombres
| Atleta          | Evento  | Ronda de 16        | Cuartos de final   | Semifinales        | Repechaje          | Final / BM         | Final / BM |
| Atleta          | Evento  | Oponente Resultado | Oponente Resultado | Oponente Resultado | Oponente Resultado | Oponente Resultado | Rank       |
| --------------- | ------- | ------------------ | ------------------ | ------------------ | ------------------ | ------------------ | ---------- |
| Nabor Castillo  | −66 kg  |                    |                    |                    |                    |                    |            |
| Eduardo araujo  | −73 kg  |                    |                    |                    |                    |                    |            |
| Samuel Ayala    | −81 kg  |                    |                    |                    |                    |                    |            |
| Víctor Ochoa    | −90 kg  |                    |                    |                    |                    |                    |            |
| Alexis Esquivel | −100 kg |                    |                    |                    |                    |                    |            |

Mujer
| Atleta            | Evento | Ronda de 16        | Cuartos de final   | Semifinales        | Repechaje          | Final / BM         | Final / BM |
| Atleta            | Evento | Oponente Resultado | Oponente Resultado | Oponente Resultado | Oponente Resultado | Oponente Resultado | Rank       |
| ----------------- | ------ | ------------------ | ------------------ | ------------------ | ------------------ | ------------------ | ---------- |
| Edna carrillo     | −48 kg |                    |                    |                    |                    |                    |            |
| Luz María Olvera  | −52 kg |                    |                    |                    |                    |                    |            |
| Elizabeth García  | −57 kg |                    |                    |                    |                    |                    |            |
| Prisca Awiti      | −63 kg |                    |                    |                    |                    |                    |            |
| Leslie Villarreal | −70 kg |                    |                    |                    |                    |                    |            |
| Norma Cárdenas    | −78 kg |                    |                    |                    |                    |                    |            |
| Priscila Martínez | +78 kg |                    |                    |                    |                    |                    |            |

## Racquetball
Men
| Atleta                                              | Evento  | Round robin | Round robin | Round robin | Round robin | Ronda de 32        | Ronda de 16        | Cuartos de final   | Semifinales        | Final              | Rank |
| Atleta                                              | Evento  | Match 1     | Match 2     | Match 3     | Rank        | Oponente Resultado | Oponente Resultado | Oponente Resultado | Oponente Resultado | Oponente Resultado | Rank |
| --------------------------------------------------- | ------- | ----------- | ----------- | ----------- | ----------- | ------------------ | ------------------ | ------------------ | ------------------ | ------------------ | ---- |
| Álvaro Beltrán                                      | Singles |             |             |             |             |                    |                    |                    |                    |                    |      |
| Rodrigo Montoya                                     | Singles |             |             |             |             |                    |                    |                    |                    |                    |      |
| Francisco Javier Mar Rodrigo Montoya                | Doubles |             |             |             |             |                    |                    |                    |                    |                    |      |
| Álvaro Beltrán Francisco Javier Mar Rodrigo Montoya | Equipo  | N/A         | N/A         | N/A         | N/A         | N/A                |                    |                    |                    |                    |      |

Femenino
| Atleta                                                           | Evento  | Calificación | Calificación | Calificación | Calificación | Ronda de 16        | Cuartos de final   | Semifinales        | Final              | Rank |
| Atleta                                                           | Evento  | Match 1      | Match 2      | Match 3      | Rank         | Oponente Resultado | Oponente Resultado | Oponente Resultado | Oponente Resultado | Rank |
| ---------------------------------------------------------------- | ------- | ------------ | ------------ | ------------ | ------------ | ------------------ | ------------------ | ------------------ | ------------------ | ---- |
| Paola Longoria                                                   | Singles |              |              |              |              |                    |                    |                    |                    |      |
| Montserrat Mejía                                                 | Singles |              |              |              |              |                    |                    |                    |                    |      |
| Paola Longoria Samantha Salas                                    | Doubles |              |              |              |              |                    |                    |                    |                    |      |
| Alexandra Herrera Paola Longoria Montserrat Mejía Samantha Salas | Equipo  | N / A        | N / A        | N / A        | N / A        |                    |                    |                    |                    |      |

## Remo
Hombres
| Atleta | Evento             | Heat | Heat | Repechaje | Repechaje | Final | Final |
| Atleta | Evento             | Hora | Rank | Hora      | Rank      | Hora  | Rank  |
| --- | ------------------ | ---- | ---- | --------- | --------- | ----- | ----- |
| Juan Carlos Cabrera | Scull individual   |      |      |           |           |       |       |
| José Alberto Arriaga Juan José Rodríguez | Par                |      |      |           |           |       |       |
| Andre Emil Simsch Diego Vallejo | Doble sculls       |      |      |           |           |       |       |
| Alan Armenta Alexis López | Doble scull ligero |      |      |           |           |       |       |
| Miguel Ángel Carballo Hugo Salvador Carpio Jordy Luis Gutiérrez Diego Sánchez                                                                                        | Scull cuádruples   |      |      |           |           |       |       |
| Angy Arthury Canul Ricardo Daniel de la Rosa Rafael Alejandro Mejía Marco Antonio Velázquez                                                                          | Ligero cuatro      |      |      |           |           |       |       |
| José Alberto Arriaga Angy Arthury Canul Miguel Ángel Carballo Hugo Salvador Carpio Jordy Luis Gutiérrez Alexis López Kenia Lechuga Juan José Rodríguez Diego Sánchez | Ocho               |      |      |           |           |       |       |

Mujer
| Atleta                                   | Evento                      | Calor | Calor | Repechaje | Repechaje | Final | Final |
| Atleta                                   | Evento                      | Hora  | Rank  | Hora      | Rank      | Hora  | Rank  |
| ---------------------------------------- | --------------------------- | ----- | ----- | --------- | --------- | ----- | ----- |
| Kenia Lechuga                            | Sculls individuales ligeros |       |       |           |           |       |       |
| Maite Arrilaga Fernanda Dinorah Ceballos | Par                         |       |       |           |           |       |       |
| Naiara Arrilaga Fabiola Nuñez            | Doble scull ligero          |       |       |           |           |       |       |

## Vela
Hombres
| Atleta                                           | Evento | Carrera | Carrera | Carrera | Carrera | Carrera | Carrera | Carrera | Carrera | Carrera | Carrera | Carrera | Carrera | Carrera | Total  | Total |
| Atleta                                           | Evento | 1       | 2       | 3       | 4       | 5       | 6       | 7       | 8       | 9       | 10      | 11      | 12      | METRO   | Puntos | Rank  |
| ------------------------------------------------ | ------ | ------- | ------- | ------- | ------- | ------- | ------- | ------- | ------- | ------- | ------- | ------- | ------- | ------- | ------ | ----- |
| David Mier y Terán                               | RS: X  |         |         |         |         |         |         |         |         |         |         |         |         |         |        |       |
| Yanic Gentry                                     | Láser  |         |         |         |         |         |         |         |         |         |         |         |         |         |        |       |
| Ander Belausteguigoitia Daniel Belausteguigoitia | 49.º   |         |         |         |         |         |         |         |         |         |         |         |         |         |        |       |

Mujer
| Atleta        | Evento       | Carrera | Carrera | Carrera | Carrera | Carrera | Carrera | Carrera | Carrera | Carrera | Carrera | Carrera | Carrera | Carrera | Total  | Total |
| Atleta        | Evento       | 1       | 2       | 3       | 4       | 5       | 6       | 7       | 8       | 9       | 10      | 11      | 12      | METRO   | Puntos | Rank  |
| ------------- | ------------ | ------- | ------- | ------- | ------- | ------- | ------- | ------- | ------- | ------- | ------- | ------- | ------- | ------- | ------ | ----- |
| Demita vega   | RS: X        |         |         |         |         |         |         |         |         |         |         |         |         |         |        |       |
| Elena Oetling | Láser radial |         |         |         |         |         |         |         |         |         |         |         |         |         |        |       |

Abierto
| Atleta                  | Evento  | Carrera | Carrera | Carrera | Carrera | Carrera | Carrera | Carrera | Carrera | Carrera | Carrera | Carrera | Carrera | Carrera | Total  | Total |
| Atleta                  | Evento  | 1       | 2       | 3       | 4       | 5       | 6       | 7       | 8       | 9       | 10      | 11      | 12      | METRO   | Puntos | Rank  |
| ----------------------- | ------- | ------- | ------- | ------- | ------- | ------- | ------- | ------- | ------- | ------- | ------- | ------- | ------- | ------- | ------ | ----- |
| Xantos Villegas         | Cometas |         |         |         |         |         |         |         |         |         |         |         |         |         |        |       |
| Héctor Francisco Guzmán | Sunfish |         |         |         |         |         |         |         |         |         |         |         |         |         |        |       |

## Disparo
Hombres
Pistola y rifle
| Atleta            | Evento                          | Clasificación | Clasificación | Final     | Final     |
| Atleta            | Evento                          | Puntos        | Rank          | Puntos    | Rank      |
| ----------------- | ------------------------------- | ------------- | ------------- | --------- | --------- |
| Daniel Urquiza    | Pistola de aire de 10 m         | 563           | 18            | No avanzó | No avanzó |
| David Pérez       | Pistola de aire de 10 m         | 568           | 9             | No avanzó | No avanzó |
| Fidencio González | Pistola de fuego rápido de 25 m |               |               |           |           |
| Antonio Tavarez   | Pistola de fuego rápido de 25 m |               |               |           |           |
| Carlos Quezada    | Rifle de aire de 10 m           |               |               |           |           |
| Edson Ramírez     | Rifle de aire de 10 m           |               |               |           |           |
| Carlos Quezada    | Rifle 50 m tres posiciones      |               |               |           |           |
| José Luis Sánchez | Rifle 50 m tres posiciones      |               |               |           |           |

Escopeta
| Atleta              | Evento        | Clasificación | Clasificación | Semifinal | Semifinal | Final / BM         | Final / BM |
| Atleta              | Evento        | Puntos        | Rank          | Puntos    | Rank      | Oponente Resultado | Rank       |
| ------------------- | ------------- | ------------- | ------------- | --------- | --------- | ------------------ | ---------- |
| Jorge Martín Orozco | Trampa        |               |               |           |           |                    |            |
| Jesús Balboa        | Trampa        |               |               |           |           |                    |            |
| Luis Raúl Gallardo  | Tiro al plato |               |               |           |           |                    |            |
| Carlos Segovia      | Tiro al plato |               |               |           |           |                    |            |

Mujer
Pistola y rifle
| Atleta            | Evento                    | Clasificación | Clasificación | Final           | Final           |
| Atleta            | Evento                    | Puntos        | Rank          | Puntos          | Rank            |
| ----------------- | ------------------------- | ------------- | ------------- | --------------- | --------------- |
| Mariana Nava      | Pistola de aire de 10 m   | 562           | 4 q           | 134.9           | 7               |
| Karen Quezada     | Pistola de aire de 10 m   | 555           | 14            | No avanzó       | No avanzó       |
| Alejandra Zavala  | Pistola de 25 m           |               |               |                 |                 |
| Karen Quezada     | Pistola de 25 m           |               |               |                 |                 |
| Goretti Zumaya    | Rifle de aire de 10 m     |               |               |                 |                 |
| Gabriela Martínez | Rifle de aire de 10 m     |               |               |                 |                 |
| Michel Quezada    | 50 m rifle three position | 1126          | 21            | Did not advance | Did not advance |
| Andrea Palafox    | 50 m rifle three position | 1143          | 8 Q           | 415.7           | 5               |

Shotgun
| Atleta                       | Evento | Calificación | Calificación | Semifinal | Semifinal | Final / BM         | Final / BM |
| Atleta                       | Evento | Puntos       | Rank         | Puntos    | Rank      | Oponente Resultado | Rank       |
| ---------------------------- | ------ | ------------ | ------------ | --------- | --------- | ------------------ | ---------- |
| Alejandra Ramírez            | Trap   |              |              |           |           |                    |            |
| Cinthya Clemenz              | Trap   |              |              |           |           |                    |            |
| Anabel Molina                | Skeet  |              |              |           |           |                    |            |
| Gabriela Guadalupe Rodríguez | Skeet  |              |              |           |           |                    |            |

Mixed
| Atleta                                | Evento          | Calificación | Calificación | Final  | Final |
| Atleta                                | Evento          | Puntos       | Rank         | Puntos | Rank  |
| ------------------------------------- | --------------- | ------------ | ------------ | ------ | ----- |
| Mariana Nava Daniel Urquiza           | 10 m air pistol |              |              |        |       |
| Goretti Zumaya Carlos Quezada         | 10 m air rifle  |              |              |        |       |
| Alejandra Ramírez Jorge Martín Orozco | Trap            |              |              |        |       |

## Surf
México clasificó a cinco surfistas (dos hombres y tres mujeres) en el debut de este deporte en los Juegos Panamericanos .
Artístico
| Atleta           | Evento             | Ronda 1                                        | Ronda 2                       | Ronda 3                   | Ronda 4            | Repechaje 1                                         | Repechaje 2                  | Repechaje 3        | Repechaje 4               | Repechaje 5                  | Carrera Bronce     | Final              | Final |
| Atleta           | Evento             | Oponente Resultado                             | Oponente Resultado            | Oponente Resultado        | Oponente Resultado | Oponente Resultado                                  | Oponente Resultado           | Oponente Resultado | Oponente Resultado        | Oponente Resultado           | Oponente Resultado | Oponente Resultado | Rank  |
| ---------------- | ------------------ | ---------------------------------------------- | ----------------------------- | ------------------------- | ------------------ | --------------------------------------------------- | ---------------------------- | ------------------ | ------------------------- | ---------------------------- | ------------------ | ------------------ | ----- |
| Jhony Corzo      | Abierto Masculino  | (ARG) Usuna P9.20-10.26                        | —                             | —                         | —                  | (URU) Madrid G9.20-10.26                            | (ARG) Usuna P5.67-13.43      | —                  | —                         | —                            | —                  | —                  | —     |
| Felipe Rodríguez | Remo Masculino     | (BRA) Dinz (URU) Hughes G2 7.90 - 10.93 - 7.50 | (PER) Martino (COL) Gómez DNS | —                         | —                  | BYE                                                 | (PER) De Armas P 10.37-12.70 | —                  | —                         | —                            | —                  | —                  | —     |
| Shelby Detmers   | Abierto Femenino   | (CHI) Anderson G12.00-7.87                     | (BRA) Ribeiro G9.73-4.90      | (ECU) Barona P10.66-12.24 | —                  | BYE                                                 | BYE                          | BYE                | (CHI) Anderson G9.73-4.90 | (ARG) Pellizzarri G9.73-4.90 | —                  | —                  | —     |
| Risa Machuca     | Longboard Femenino | (ARG) Gil (CAN) D-Olin P 3.34- 9.06 - 8.73     | —                             | —                         | —                  | (CHI) Fernández (COL) Bermúdez G2 3.33- 4.60 - 3.27 | (PER) Reyes P 2.40-13.83     | —                  | —                         | —                            | —                  | —                  | —     |

Carrera
| Athlete         | Event                 | Time    | Rank |
| --------------- | --------------------- | ------- | ---- |
| Fernando Stalla | Remo de pie Masculino | 27:59.3 | 5    |
| Alejandra Brito | Remo de pie Femenino  | 38:29.0 | 7    |

## Natación
Hombres
| Atleta               | Evento                             | Calor | Calor | Final | Final |
| Atleta               | Evento                             | Hora  | Rank  | Hora  | Rank  |
| -------------------- | ---------------------------------- | ----- | ----- | ----- | ----- |
| Gabriel Castaño      | 50 m estilo libre                  |       |       |       |       |
| Daniel Ramírez       | 50 m estilo libre                  |       |       |       |       |
| Jorge iga            | 100 m estilo libre                 |       |       |       |       |
| Yuan largo Gutiérrez | 100 m estilo libre                 |       |       |       |       |
| Jorge iga            | 200 m estilo libre                 |       |       |       |       |
| Yuan largo Gutiérrez | 200 m estilo libre                 |       |       |       |       |
| Ricardo vargas       | 400 m estilo libre                 |       |       |       |       |
| Ricardo vargas       | 800 m estilo libre                 | N / A | N / A |       |       |
| Ricardo vargas       | 1500 m estilo libre                | N / A | N / A |       |       |
| Andy Song            | 100 m espalda                      |       |       |       |       |
| Andy Song            | 200 m de espalda                   |       |       |       |       |
| Miguel de Lara       | 100 m de braza                     |       |       |       |       |
| Mauro castillo       | 100 m de braza                     |       |       |       |       |
| Miguel de Lara       | 200 m de braza                     |       |       |       |       |
| Mauro castillo       | 200 m de braza                     |       |       |       |       |
| Yuan largo Gutiérrez | 100 m mariposa                     |       |       |       |       |
| Mateo González       | 100 m mariposa                     |       |       |       |       |
| José Ángel Martínez  | 200 m mariposa                     |       |       |       |       |
| Héctor ruvalcaba     | 200 m mariposa                     |       |       |       |       |
| José Ángel Martínez  | 200 m de popurrí individual        |       |       |       |       |
| Héctor ruvalcaba     | 200 m de popurrí individual        |       |       |       |       |
| Ricardo vargas       | 400 m de popurrí individual        |       |       |       |       |
| Héctor ruvalcaba     | 400 m de popurrí individual        |       |       |       |       |
|                      | Relé de estilo libre de 4 × 100 m. |       |       |       |       |
|                      | Relé de estilo libre 4 × 200 m     |       |       |       |       |
|                      | Relevo combinado 4 × 100 m         |       |       |       |       |
| Fernando Betanzos    | 10 km de aguas abiertas            | N / A | N / A |       |       |
| Arturo Pérez Vertti  | 10 km de aguas abiertas            | N / A | N / A |       |       |

Mujer
| Atleta                | Evento                             | Calor | Calor | Final | Final |
| Atleta                | Evento                             | Hora  | Rank  | Hora  | Rank  |
| --------------------- | ---------------------------------- | ----- | ----- | ----- | ----- |
| Tayde Revilak         | 100 m estilo libre                 |       |       |       |       |
| Ayumi Macías          | 200 m estilo libre                 |       |       |       |       |
| María José Mata       | 200 m estilo libre                 |       |       |       |       |
| Ayumi Macías          | 400 m estilo libre                 |       |       |       |       |
| Ayumi Macías          | 800 m estilo libre                 | N / A | N / A |       |       |
| Regina caracas        | 800 m estilo libre                 | N / A | N / A |       |       |
| Ayumi Macías          | 1500 m estilo libre                | N / A | N / A |       |       |
| Regina caracas        | 1500 m estilo libre                | N / A | N / A |       |       |
| Atenea meneses        | 100 m espalda                      |       |       |       |       |
| Atenea meneses        | 200 m de espalda                   |       |       |       |       |
| Celia pulido          | 200 m de espalda                   |       |       |       |       |
| Esther González       | 100 m de braza                     |       |       |       |       |
| Melissa Rodríguez     | 100 m de braza                     |       |       |       |       |
| Esther González       | 200 m de braza                     |       |       |       |       |
| Melissa Rodríguez     | 200 m de braza                     |       |       |       |       |
| Atenea Meneses        | 100 m mariposa                     |       |       |       |       |
| Diana Luna            | 100 m mariposa                     |       |       |       |       |
| María José Mata       | 200 m mariposa                     |       |       |       |       |
| Diana Luna            | 200 m mariposa                     |       |       |       |       |
| Monika González       | 200 m de popurrí individual        |       |       |       |       |
| Melissa Rodríguez     | 200 m de popurrí individual        |       |       |       |       |
| Monika González       | 400 m de popurrí individual        |       |       |       |       |
| Marie Ximena Conde    | 400 m de popurrí individual        |       |       |       |       |
|                       | Relé de estilo libre de 4 × 100 m. |       |       |       |       |
|                       | Relé de estilo libre 4 × 200 m     |       |       |       |       |
|                       | Relevo combinado 4 × 100 m         |       |       |       |       |
| Martha Rocío Sandoval | 10 km de aguas abiertas            | N / A | N / A |       |       |
| Martha Ruth Aguilar   | 10 km de aguas abiertas            | N / A | N / A |       |       |

Mezclado
| Atleta | Evento                            | Calor | Calor | Final | Final |
| Atleta | Evento                            | Hora  | Rank  | Hora  | Rank  |
| ------ | --------------------------------- | ----- | ----- | ----- | ----- |
|        | Relé de estilo libre de 4 × 100 m |       |       |       |       |
|        | Relevo combinado 4 × 100 m        |       |       |       |       |

## Tenis de mesa
Hombres
| Atleta                                        | Evento     | Etapa grupal       | Etapa grupal       | Etapa grupal       | Etapa grupal | Primera ronda      | Segunda ronda      | Cuartos de final   | Semifinal          | Final / BM         | Final / BM |
| Atleta                                        | Evento     | Oponente Resultado | Oponente Resultado | Oponente Resultado | Rank         | Oponente Resultado | Oponente Resultado | Oponente Resultado | Oponente Resultado | Oponente Resultado | Rank       |
| --------------------------------------------- | ---------- | ------------------ | ------------------ | ------------------ | ------------ | ------------------ | ------------------ | ------------------ | ------------------ | ------------------ | ---------- |
| Marcos Madrid                                 | Individual |                    |                    |                    |              |                    |                    |                    |                    |                    |            |
| Villa Ricardo                                 | Individual |                    |                    |                    |              |                    |                    |                    |                    |                    |            |
| Marcos Madrid Ricardo Villa                   | Dobles     |                    |                    |                    |              | N / A              | N / A              |                    |                    |                    |            |
| Miguel Ángel Lara Marcos Madrid Ricardo Villa | Equipo     |                    |                    |                    |              | N / A              | N / A              |                    |                    |                    |            |

Mujer
| Atleta                                  | Evento     | Etapa grupal       | Etapa grupal       | Etapa grupal       | Etapa grupal | Primera ronda      | Segunda ronda      | Cuartos de final   | Semifinal          | Final / BM         | Final / BM |
| Atleta                                  | Evento     | Oponente Resultado | Oponente Resultado | Oponente Resultado | Rank         | Oponente Resultado | Oponente Resultado | Oponente Resultado | Oponente Resultado | Oponente Resultado | Rank       |
| --------------------------------------- | ---------- | ------------------ | ------------------ | ------------------ | ------------ | ------------------ | ------------------ | ------------------ | ------------------ | ------------------ | ---------- |
| Clio bárcenas                           | Individual |                    |                    |                    |              |                    |                    |                    |                    |                    |            |
| Yadira Silva                            | Individual |                    |                    |                    |              |                    |                    |                    |                    |                    |            |
| Clio Bárcenas Yadira Silva              | Dobles     |                    |                    |                    |              | N / A              | N / A              |                    |                    |                    |            |
| Clio Bárcenas Mónica Muñoz Yadira Silva | Equipo     |                    |                    |                    |              | N / A              | N / A              |                    |                    |                    |            |

Mezclado
| Atleta                     | Evento | Etapa grupal       | Etapa grupal       | Etapa grupal       | Etapa grupal | Cuartos de final   | Semifinal          | Final / BM         | Final / BM |
| Atleta                     | Evento | Oponente Resultado | Oponente Resultado | Oponente Resultado | Rank         | Oponente Resultado | Oponente Resultado | Oponente Resultado | Rank       |
| -------------------------- | ------ | ------------------ | ------------------ | ------------------ | ------------ | ------------------ | ------------------ | ------------------ | ---------- |
| Marcos Madrid Yadira Silva | Dobles |                    |                    |                    |              |                    |                    |                    |            |

## Taekwondo
Kyorugi
Hombres
| Atleta           | Evento | Ronda de 16         | Cuartos de final       | Semifinal              | Repechaje          | Final / BM             | Final / BM |
| Atleta           | Evento | Oponente Resultado  | Oponente Resultado     | Oponente Resultado     | Oponente Resultado | Oponente Resultado     | Rank       |
| ---------------- | ------ | ------------------- | ---------------------- | ---------------------- | ------------------ | ---------------------- | ---------- |
| Plaza de brandon | –58 kg | Adiós               | Ochoa ( COL ) G28-8    | Granado ( VEN ) G39-28 | Adiós              | Guzmán ( ARG ) L 17-19 |            |
| Rubén Nava       | –68 kg | López ( CUB ) G27-6 | Nkogho ( CAN ) L 12-16 | No avanzó              | No avanzó          | No avanzó              | No avanzó  |
| René Lizárraga   | –80 kg |                     |                        |                        |                    |                        |            |
| Carlos sansores  | +80 kg |                     |                        |                        |                    |                        |            |

Mujer
| Atleta           | Evento | Ronda de 16            | Cuartos de final         | Semifinal             | Repechaje          | Final / BM             | Final / BM |
| Atleta           | Evento | Oponente Resultado     | Oponente Resultado       | Oponente Resultado    | Oponente Resultado | Oponente Resultado     | Rank       |
| ---------------- | ------ | ---------------------- | ------------------------ | --------------------- | ------------------ | ---------------------- | ---------- |
| Daniela Souza    | –49 kg | Bucheli ( ECU ) G25-11 | Diez ( PER ) G9-0        | Aguirre ( CUB ) G14-3 | Adiós              | Jezierski ( BRA ) G4-2 |            |
| Fabiola Villegas | –57 kg | Martínez ( VEN ) G15-4 | Carstens ( PAN ) L 15-35 | No avanzó             | No avanzó          | No avanzó              | No avanzó  |
| Victoria heredia | –67 kg |                        |                          |                       |                    |                        |            |
| Briseida Acosta  | +67 kg |                        |                          |                       |                    |                        |            |

Poomsae
| Atleta                                                                         | Evento                    | Final      | Final |
| Atleta                                                                         | Evento                    | Puntuación | Rank  |
| ------------------------------------------------------------------------------ | ------------------------- | ---------- | ----- |
| Marco Arroyo                                                                   | Individual de los hombres | 7.480      |       |
| Paula Fregoso                                                                  | Individual de las mujeres | 7.660      |       |
| Ana Zulema Ibañez Leonardo Juarez                                              | Pareja mixta              | 7.440      |       |
| Paula Fregoso Ana Zulema Ibáñez Daniela Rodríguez Leonardo Juárez Marco Arroyo | Equipo de libre mixto     | 6.920      | 4     |

## Triatlón
Individual
| Atleta            | Evento         | Natación (1.5 km) | Transición 1 | Ciclismo (40 km) | Transición 2 | Correr (10 km) | Total   | Rank |
| ----------------- | -------------- | ----------------- | ------------ | ---------------- | ------------ | -------------- | ------- | ---- |
| Edson Gómez       | de los hombres | 17:39             | 0:53         | 1:00:34          | 0:21         | 34:04          | 1:53:30 | 16   |
| Crisanto Grajales | de los hombres | 17:48             | 0:49         | 1:00:26          | 0:25         | 31:12          | 1:50:39 |      |
| Irving Pérez      | de los hombres | 17:53             | 0:49         | 1:00:21          | 0:23         | 31:41          | 1:51:06 | 4    |
| Cecilia Pérez     | De las mujeres | 19:53             | 0:55         | 1:04:41          | 0:28         | 36:10          | 2:02:07 |      |
| Claudia Rivas     | De las mujeres | 19:56             | 0:59         | 1:04:35          | 0:27         | 37:25          | 2:03:22 | 8    |
| Jessica romero    | De las mujeres | 19:57             | 1:07         | 1:06:49          | 0:27         | 37:48          | 2:06:08 | 12   |

Relevo mixto
| Atleta | Evento       | Nadando | Transición 1 | Ciclismo | Transition2 | Corriendo | Total | Rank  |
| ------ | ------------ | ------- | ------------ | -------- | ----------- | --------- | ----- | ----- |
|        | Relevo mixto |         |              |          |             |           |       | N / A |
|        | Relevo mixto |         |              |          |             |           |       | N / A |
|        | Relevo mixto |         |              |          |             |           |       | N / A |
|        | Relevo mixto |         |              |          |             |           |       | N / A |
| Total  | Relevo mixto | N / A   | N / A        | N / A    | N / A       | N / A     |       |       |